# Italienische Rugby-Union-Nationalmannschaft
Die italienische Rugby-Union-Nationalmannschaft (italienisch Nazionale di rugby a 15 dell’Italia) ist die Nationalmannschaft Italiens in der Sportart Rugby Union und repräsentiert das Land bei allen Länderspielen (Test Matches) der Männer. Sie wird meist als Azzurri (deutsch die Himmelblauen) bezeichnet, abgeleitet von der traditionellen Farbe der Trikots. Die organisatorische Verantwortung trägt die Federazione Italiana Rugby (FIR). Das Team nimmt an den jährlichen Six Nations teil, zusammen mit England, Frankreich, Irland, Schottland und Wales.
Ihr erstes Länderspiel fand 1929 gegen die Mannschaft Spaniens statt. Italien galt neben Rumänien jahrzehntelang als eine der stärksten Rugbymannschaften Europas außerhalb der damaligen Five Nations. Die Mannschaft errang bei Europameisterschaften einen Titel und klassierte sich neunmal auf dem zweiten sowie achtmal auf dem dritten Platz. In den 1990er Jahren erlebte das italienische Rugby einen Aufschwung, was im Jahr 2000 zur Aufnahme der Nationalmannschaft in die Five Nations und zu deren Erweiterung zu Six Nations führte. Zwar konnte sie einige bemerkenswerte Ergebnisse erzielen, kam jedoch bisher nie über den vierten Platz hinaus. Traditionell spielt Italien in blauen Trikots mit weißen Hosen und blauen Socken. Italien bestreitet seine Heimspiele in verschiedenen Stadien, wobei die meisten im Stadio Olimpico in Rom stattfinden. Der Weltverband World Rugby betrachtet Italien als eine Rugbynation der ersten Stärkeklasse (tier one). Ein ehemaliger italienischer Nationalspieler wurde  in die World Rugby Hall of Fame aufgenommen.
Seine wichtigsten internationalen Auftritte hat das Team bei den alle vier Jahre stattfindenden Weltmeisterschaften. Seit deren Einführung 1987 hat es an jedem Turnier teilgenommen. Italien schaffte es bisher nicht von der Gruppenphase in die K.-o.-Runde. Die Mannschaft hat sich bei Weltmeisterschaften zu einem konstanten mittelstarken Gegner entwickelt. Italiens Bilanz seit 2003 umfasst jeweils zwei Siege und Niederlagen in jedem Turnier, was hinreicht, um sich automatisch als Gruppendritter für das jeweils folgende Turnier zu qualifizieren.

## Organisation
Verantwortlich für die Organisation von Rugby Union in Italien ist die Federazione Italiana Rugby (FIR). Sie entstand 1928 aus dem „Propaganda-Komitee“ und trat 1987 dem International Rugby Football Board (IRFB; heute World Rugby) bei. Die Federazione Italiana Rugby war außerdem im Jahr 1934 Gründungsmitglied des Kontinentalverbandes Fédération Internationale de Rugby Amateur (FIRA; heute Rugby Europe). Die höchste Rugby-Union-Liga in Italien ist die Top10, an der zehn Mannschaften teilnehmen. Diese stammen hauptsächlich aus den italienischen Rugbyhochburgen Lombardei und Venetien.
Der nationalen Meisterschaft übergeordnet ist die zusammen mit Mannschaften aus Irland, Schottland, Südafrika und Wales ausgetragene internationale Meisterschaft United Rugby Championship, an der zwei italienische Teams (Benetton Rugby Treviso aus Treviso und Zebre Parma aus Parma) teilnehmen. Darüber sind die internationalen Pokalwettbewerbe European Rugby Champions Cup und EPCR Challenge Cup angesiedelt.
Neben der eigentlichen Nationalmannschaft ruft die FIR weitere Auswahlmannschaften zusammen. Wie andere Rugbynationen verfügt Italien über eine U-20-Nationalmannschaft, die an den entsprechenden Six Nations und Weltmeisterschaften teilnimmt. Kinder und Jugendliche werden bereits in der Schule an den Rugbysport herangeführt und je nach Interesse und Talent beginnt dann die Ausbildung. Die zweite Nationalmannschaft Italiens bildet Italia Emergenti („Aufstrebendes Italien“).

## Geschichte

### Einführung von Rugby in Italien
Als entfernter antiker Verwandter des Rugby kann das ursprünglich aus Griechenland stammende und im gesamten Römischen Reich ausgeübte Spiel Harpastum betrachtet werden. Berichte von Historikern und Schriftstellern wie Athenaios, Clemens von Alexandria, Iulius Pollux und Galen beschrieben es als ein körperbetontes Spiel zwischen zwei Mannschaften mit fünf bis zwölf Spielern, deren Ziel es war, auf einem rechteckigen Feld einen Ball hinter die gegnerische Mallinie zu bringen. Im Mittelalter entwickelten sich in Italien verschiedene Ballspiele, die mehr Ähnlichkeiten mit Rugby aufwiesen als mit Fußball, da das Zuspielen per Hand ein zentrales Element bildete. Das bekannteste Beispiel ist der mindestens bis ins frühe 16. Jahrhundert zurück reichende und heute noch in Florenz ausgeübte Calcio storico.
Britische Seeleute, die den Hafen von Genua anliefen, machten das im Vereinigten Königreich längst etablierte Rugby um 1890 erstmals auch in Italien bekannt. Schon früh stand es jedoch eindeutig im Schatten von Fußball und fristete ein Nischendasein. Es ist davon auszugehen, dass die Briten anfangs noch weitgehend unter sich blieben. Das erste offizielle Rugbyspiel auf italienischem Boden fand am 2. April 1910 in Turin zwischen zwei ausländischen Vereinen statt, dem SCUF aus Paris und dem RC Servette aus Genf. Zwei Wochen später gründete sich mit dem RC Torino der erste italienische Rugbyverein, der sich nach nur einem Spiel gegen den Fußballverein FC Pro Vercelli wieder auflöste. Den entscheidenden Impuls zur Verbreitung von Rugby gab ein Jahr später Stefano Bellandi, der Verwalter des Teatro alla Scala in Mailand. Er hatte mehrere Jahre in Frankreich gelebt und dort den Rugbysport kennengelernt und kehrte dann nach Italien zurück, um seinen Militärdienst zu leisten. Mithilfe eines französischen Freundes gelang es ihm, eine Rugby-Abteilung beim Sportverein US Milanese zu etablieren. Sie trug ihr erstes Spiel am 2. April 1911 in der Arena Civica gegen eine Mannschaft aus Voiron aus. Die La Gazzetta dello Sport schrieb, die Zuschauer seien trotz der 0:15-Niederlage begeistert gewesen, sodass bald weitere Spiele folgten.
Der Erste Weltkrieg unterbrach die Entwicklung. Nach Kriegsende setzte sich Bellandi für die Wiederbelebung des italienischen Rugbysports ein und stellte beim Mailänder Sport Club Italia eine neue Mannschaft auf. In der Folge entstanden weitere Vereine, wobei sich mittelgroße Industriestädte in der Po-Ebene wie Brescia, Parma, Rovigo oder Treviso zu Italiens Rugbyhochburgen entwickelten (später kamen auch Rom, Neapel und L’Aquila hinzu). Am 26. Juli 1927 gründete Bellandi ein „Propagandakomitee“ und bat den französischen Journalisten Henri Desgrange, den Begründer der Tour de France, um Unterstützung. Dieser war dabei behilflich, mehrere Spiele einer inoffiziellen italienischen Auswahl gegen französische Vereine zu organisieren.
Einzelne Vertreter des faschistischen Regimes erkannten den propagandistischen Wert des zunehmend beliebter werdenden Rugbysports. Augusto Turati, der Generalsekretär des Partito Nazionale Fascista (PNF), organisierte das erste Spiel in der Hauptstadt am 13. Mai 1928, wofür er das Stadio Nazionale del PNF zur Verfügung stellte. Wenige Monate später, am 26. September, entstand im Rom aus dem bisherigen Propagandakomitee die Federazione Italiana Rugby (FIR), die daraufhin die erste nationale Meisterschaft durchführte.

### Die ersten Jahre der Nationalmannschaft

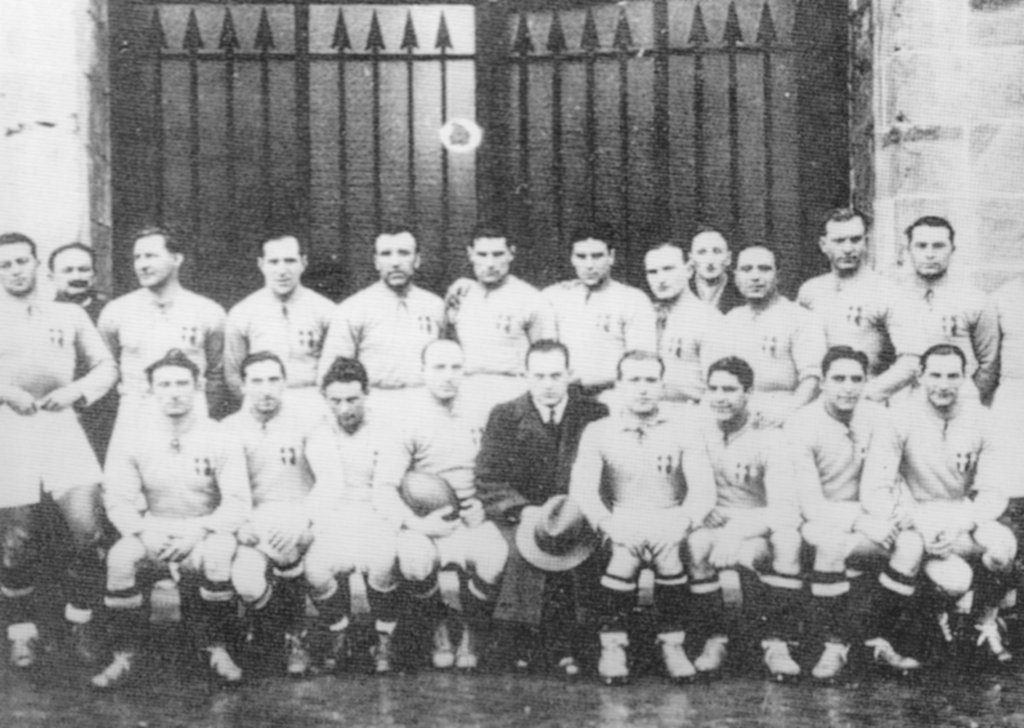
Die Nationalmannschaft 1933

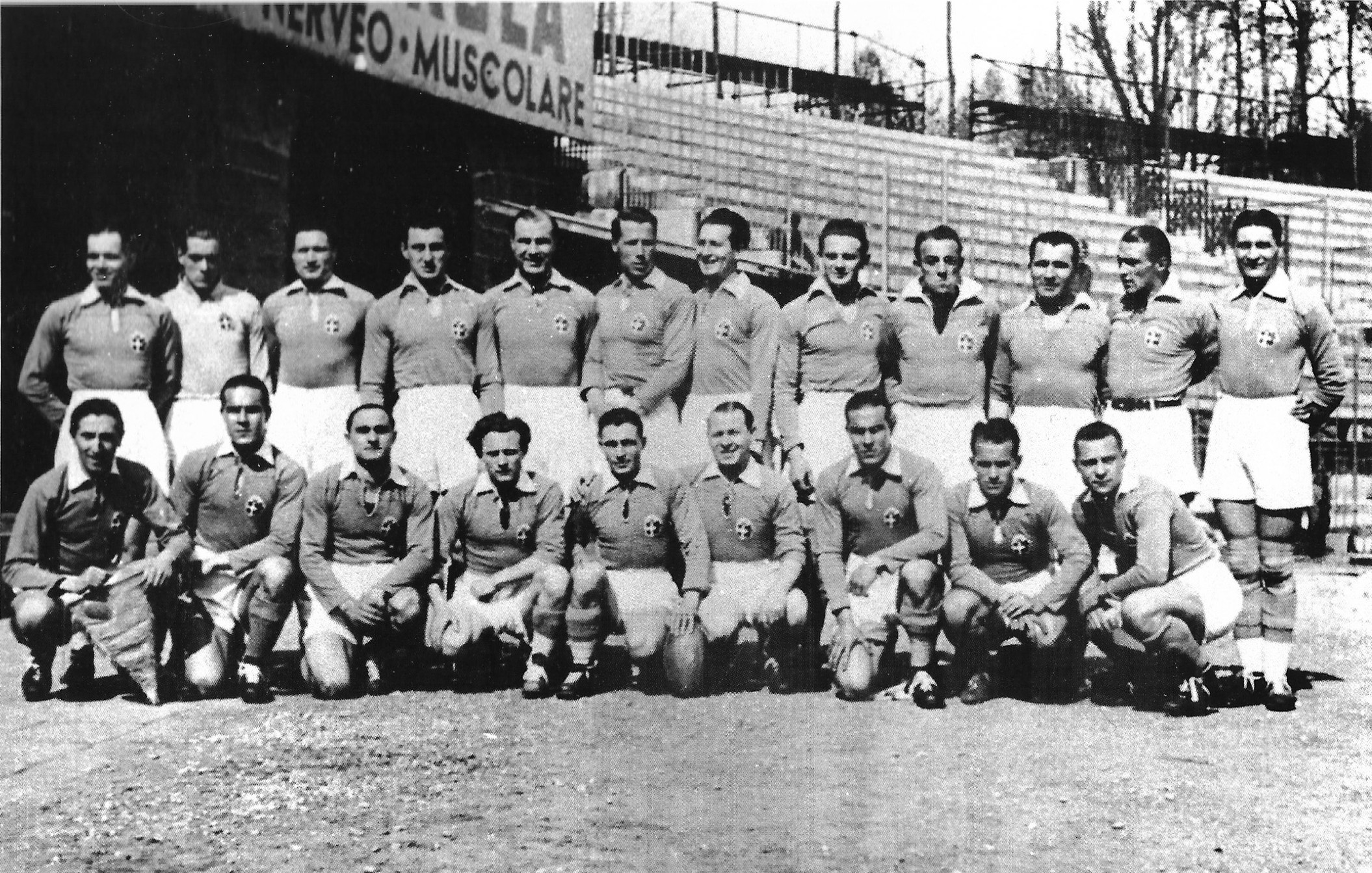
Die Nationalmannschaft 1942

Die FIR rief auch eine offizielle Nationalmannschaft ins Leben. Ihr erstes Test Match trug sie am 29. Mai 1929 in Barcelona gegen das ebenfalls debütierende Spanien aus. Vor 62.000 Zuschauern im Montjuic-Stadion und in Anwesenheit des spanischen Königs Alfons XIII. verlor sie mit 0:9; die spanische Mannschaft setzte sich ausschließlich aus Katalanen zusammen. Ein Jahr später revanchierten sich die Italiener in Mailand bei ihrem ersten Heimspiel mit einem 3:0-Sieg. Am 19. Oktober 1929 löste der olympische Dachverband CONI die FIR nach nicht einmal einem Jahr Tätigkeit auf und übernahm selbst die Leitung des Meisterschaftsbetriebes. Der genaue Grund ist nicht bekannt, doch es wird angenommen, dass das faschistische Regime dem kulturellen Phänomen Rugby zunehmend ablehnend gegenüberstand, da es britischen Ursprungs war. Die Benachteiligung von Rugby ging einher mit den Bemühungen, ein neu kreiertes Ballspiel namens Volata durchzusetzen, das angeblich auf dem altrömischen Harpastum basierte. Volata fand keinen Anklang, sodass das CONI den Rugbyverband im Oktober 1932 wiederherstellte, zunächst unter dem italianisierten Namen Federazione Italiana della Palla Ovale („Italienischer Ovalball-Verband“). Im darauf folgenden Jahr nahm der Verband die fast ursprüngliche Bezeichnung Federazione Italiana Rugbi an (ab 1946 wurde Rugby wieder mit y geschrieben).
Wegen der Verbandsstreitigkeiten blieb die Nationalmannschaft drei Jahre lang inaktiv, spielte dann aber ab 1933 gegen die damals stärksten Teams Kontinentaleuropas. Die Mitgliedsverbände des International Rugby Football Board (IRFB; heute World Rugby) hingegen blieben weitgehend unter sich. Die französische Nationalmannschaft war bis 1983 das einzige Spitzenteam außerhalb des IRFB und bis 1988 das einzige in den Five Nations, das den Italienern offizielle Test Matches gewährte. Im Rahmen der Europameisterschaft fand am 17. Oktober 1937 in Paris die erste Begegnung zwischen diesen beiden Mannschaften statt und endete mit einer 5:43-Niederlage der Italiener. Verantwortlich für die Organisation der Europameisterschaften war die Fédération Internationale de Rugby Amateur (FIRA; heute Rugby Europe). Dieser konkurrierende internationale Verband war 1934 auf Initiative der Franzosen entstanden, nachdem diese vorübergehend aus den Five Nations ausgeschlossen worden waren. Zu den Gründungsmitgliedern gehörte unter anderem die FIR.
Zu Beginn des Zweiten Weltkrieges ging der Spielbetrieb in Italien fast unvermindert weiter. Die Meisterschaft konnte bis 1943 ausgetragen werden, während die Nationalmannschaft von 1940 bis 1942 zwei Test Matches gegen Rumänien und eines gegen das Deutsche Reich austrug. Die Faschisten, die den Rugbysport wegen dessen britischer Herkunft zunächst abgelehnt hatten und verdrängen wollten, förderte ihn nun auf allen Ebenen als Vorbild für Kameradschaft und Kampfgeist. Der PNF-Parteisekretär Achille Starace pries Rugby als einen „Kampfsport, der von der faschistischen Jugend praktiziert und weit verbreitet werden muss“. Dass die weitere Verbreitung in der Nachkriegszeit ins Stocken geriet, wird auf ebendiese Politisierung zurückgeführt. Längere Zeit trug Rugby deswegen das Etikett einer „faschistischen Sportart“. Dagegen konnte auch die Präsenz alliierter Truppen, die ab 1943 Spiele unter sich austrugen, zunächst wenig ausrichten.

### Stagnation und vorübergehender Niedergang

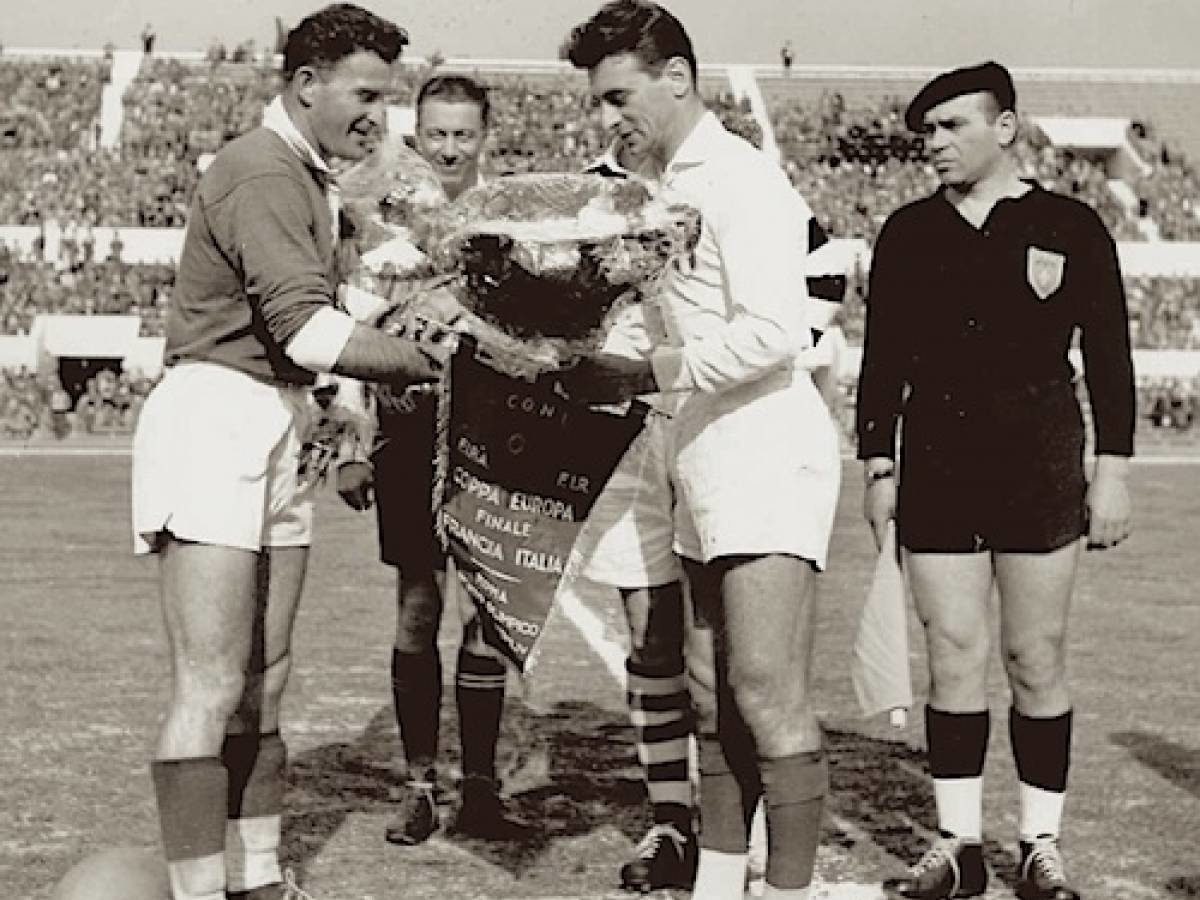
Frankreich gegen Italien in Rom, Europameisterschaft 1954

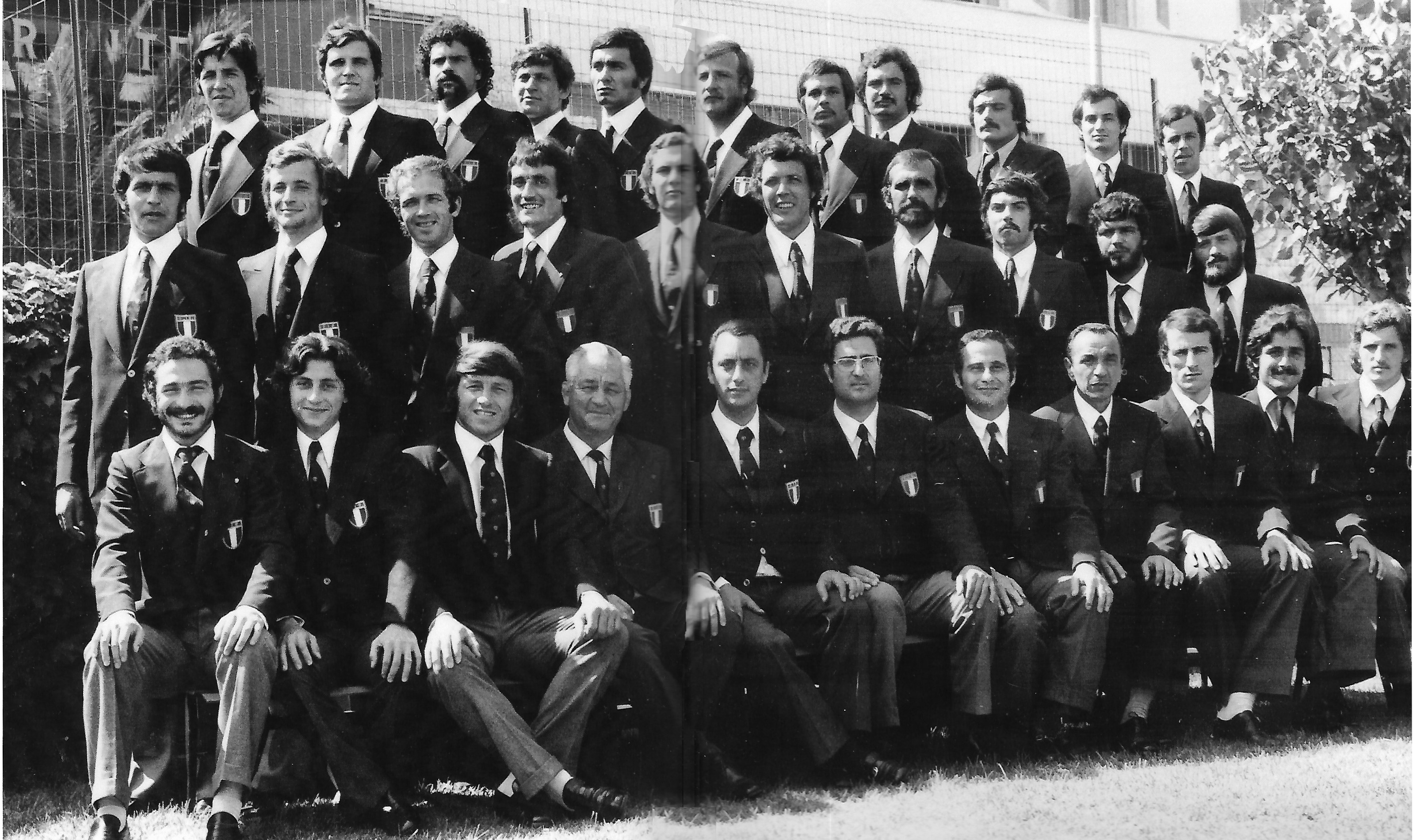
Die italienische Mannschaft vor der Südafrika-Tour 1973

1946 nahm die FIR den Meisterschaftsbetrieb wieder auf, während die Nationalmannschaft erst ab März 1948 wieder Spiele austragen konnte. Zwar wurde die italienische Mannschaft von Anfang an von einem Nationaltrainer geleitet (statt wie damals bei den Teams der Five Nations üblich vom jeweiligen Mannschaftskapitän), doch die Trainer wechselten derart häufig, dass kaum eine Kontinuität oder eine Verbesserung des technischen Niveaus zu erkennen war. Auf dem europäischen Festland bildete sich leistungsmäßig eine Art Dreiklassengesellschaft: Auf das überlegene Frankreich folgte mit einigem Abstand Italien, das ebenso klar die übrigen Teams dominierte. So siegten die Azzurri in den 1950er Jahren in sämtlichen Test Matches gegen Deutschland, Rumänien, Spanien und die Tschechoslowakei, unterlagen aber in jedem Spiel den Franzosen – und das zum Teil deutlich. Die Verbandsspitze war sich bewusst, dass sich das italienische Rugby nur mit Vergleichen gegen die führenden Nationen weiterentwickeln würde. 1956 und 1958 fanden informelle Touren durch Wales, England und Irland statt, bei denen die Nationalmannschaft jeweils gegen drei Vereine antrat.
In den 1960er Jahren hatte sich an der allgemeinen Situation nur wenig geändert, außer dass Rumänien leistungsmäßig aufgeholt hatte und Italien bei Europameisterschaften den zweiten Platz streitig machen konnte. Die Rumänen bezwangen sogar einige Male die Franzosen, was den Italienern noch mehrere Jahrzehnte verwehrt bleiben sollte. Am 14. April 1963 waren die Italiener jedoch ganz nahe dran, die französische Vorherrschaft zu brechen: In Grenoble führte die Mannschaft wenige Minuten vor Schluss mit 12:6, ehe Frankreich zwei Versuche erzielen konnte und somit das Spiel mit 12:14 doch noch für sich entschied. Viele hielten den knapp verpassten Sieg für den Auftakt zu einem nachhaltigen Qualitätssprung, der sich aber nicht manifestierte.
Die FIRA reformierte 1965 die Europameisterschaft und gliederte sie in mehrere Stärkeklassen. Italien nahm 1965/66 am Turnier der ersten Division teil und belegte wie üblich den zweiten Platz hinter Frankreich. Das nächste Turnier der Jahre 1966/67 brachte eine Wende zum Schlechteren: Nach einem äußerst knappen Sieg über Portugal sowie zwei deutlichen Niederlagen gegen Frankreich und Rumänien belegte Italien erstmals nur den dritten Platz. Die Fédération française de rugby beschloss daraufhin, gegen Italien künftig nur noch ein Reserveteam anstatt die eigentliche Nationalmannschaft antreten zu lassen. Bis zum nächsten Spiel mit Test-Match-Status zwischen den beiden Ländern sollten fast drei Jahrzehnte vergehen. Italien verzichtete auf die Teilnahme an der Europameisterschaft 1967/68 und stieg in die zweite Division ab. Bei der darauf folgenden Europameisterschaft 1968/69 waren die Italiener allen Konkurrenten überlegen und schafften umgehend den Wiederaufstieg. Der Verband kam zum Schluss, dass die Nationalmannschaft auch außerhalb Europas Erfahrungen sammeln müsse. So fand im Mai 1970 die erste offizielle Tour der Azzurri statt. Sie führte nach Madagaskar und umfasste zwei Test Matches, die beide mit relativ knappen italienischen Siegen endeten.
Nach Niederlagen gegen Frankreich, Marokko und Rumänien stieg Italien 1971 erneut in die zweite Division ab. Im Juni und Juli 1973 unternahmen die Azzurri erneut eine Tour durch das südliche Afrika. Sie spielten gegen mehrere südafrikanische Auswahlteams und gegen Rhodesien. Ob die letztgenannte Partie als Test Match gilt, ist wegen der Nichtanerkennung des Landes umstritten. Der einzige Sieg gelang gegen die Leopards, die inoffizielle Nationalmannschaft der Coloureds. Trotz acht Niederlagen gilt diese Tour als Meilenstein, denn erstmals überhaupt konnten sich die Italiener in einem Land der südlichen Hemisphäre einer breiten Öffentlichkeit präsentieren.

### Langsame Wiederannäherung

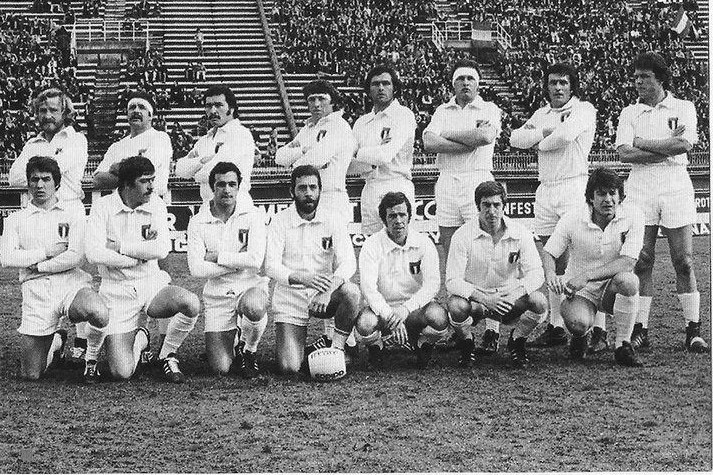
Gruppenfoto vor dem Spiel gegen Frankreich 1975

Nach drei Turnieren in der zweiten Division stieg Italien auf die Saison 1974/75 hin wieder in die erste Division der Europameisterschaft auf und konnte sich dort behaupten. Unter anderem gelang ein 3:3-Unentschieden auswärts gegen den späteren Turniersieger Rumänien, das einige Monate zuvor Frankreich geschlagen hatte. 1974 und 1975 folgten zwei kurze Touren nach Großbritannien, um gegen County-Auswahlteams sowie gegen die englische U23-Nationalmannschaft zu spielen. Nach dem zweiten Platz bei der Europameisterschaft 1975/76, der dank eines 13:12-Heimsieges über Rumänien zustande kam, folgte am 4. November 1976 in Mailand die erste Begegnung mit den Wallabies aus Australien. Das nicht als Test Match zählende Spiel endete mit einer knappen 15:16-Niederlage und nährte die Hoffnung auf einen weiteren Entwicklungsschritt. Doch der vierte Platz bei der Europameisterschaft 1976/77 dämpfte die gestiegenen Erwartungen gleich wieder. So verloren die Azzurri am 1. Mai 1977 auswärts gegen Rumänen mit 0:69, was zugleich ihre bisher deutlichste Niederlage überhaupt war.
Zu jener Zeit begannen italienischen Vereine, vermehrt ausländische Spieler und Trainer zu verpflichten, um die Qualität des Spiels zu erhöhen. Es handelte sich dabei meist um Südafrikaner, Australier oder Neuseeländer, wobei nicht wenige von ihnen italienische Vorfahren hatten. Am 24. Oktober 1978 fand in Rovigo die erste Begegnung mit den Pumas aus Argentinien statt, bei der Italien einen unerwarteten 19:6-Erfolg feiern konnte. Weitere bemerkenswerte Ergebnisse dieser Periode waren ein 6:6-Unentschieden gegen Englands U23 am 16. Mai in Brescia und eine ermutigende 12:18-Niederlage am 28. November 1979 in Rovigo gegen die übermächtig wirkenden All Blacks aus Neuseeland (dieses Spiel zählte nicht als Test Match). 1980 unternahmen die Azzurri eine Tour durch Ozeanien und trugen unter anderem zwei Test Matches gegen Fidschi und die Cookinseln aus, die sie beide verloren. Eine weitere Tour ohne Test Matches führte 1981 nach Australien und war mit sieben Siegen in neun Spielen sehr erfolgreich.
Bei der Europameisterschaft 1981/82 schaffte Italien erstmals nach sechs Jahren wieder den zweiten Schlussrang, wobei die einzige Niederlage wie gewohnt gegen die Reserven Frankreichs resultierte. Bei der darauf folgenden Ausgabe 1982/83 gelang es den Azzurri erstmals, sich vor ihren französischen Rivalen zu platzieren; da sie aber auswärts gegen Rumänien verloren, blieb ihnen am Ende trotzdem nur der zweite Rang. Allgemein erlebte das italienische Rugby in den frühen 1980er Jahren eine seiner besten Phasen der vergangenen fünf Jahrzehnte, was die Mitgliedsverbände des IRFB zunehmend zu honorieren begannen. Im Herbst 1983 tourten die Wallabies durch Europa und gewährten als erste der „großen“ Rugbynationen den Azzurri ein Test Match, das am 23. Oktober in Rovigo stattfand. Italien verlor zwar mit 7:29, doch dieses Spiel gilt als erster Schritt auf dem Weg zur Aufnahme in den Kreis der weltbesten Mannschaften.
In den 1980er Jahren erwiesen sich nicht nur Frankreich und Rumänien als ernsthafte Konkurrenten bei Europameisterschaften, sondern auch die Sowjetunion, sodass den Italienern mehrere Male hintereinander nur der dritte oder gar vierte Platz blieb. Im Sommer 1983 unternahm die italienische Nationalmannschaft erstmals eine Tour nach Nordamerika, die auch zwei Test Matches gegen Kanada einschloss. Während das erste etwas überraschend mit einer Niederlage endete, konnte das zweite deutlich gewonnen werden. Die Tour im Sommer 1985 führte die Azzurri erneut durch das südliche Afrika. Sie trugen zwei Test Matches gegen Simbabwe (das frühere Rhodesien) aus und entschieden beide für sich. Ein bemerkenswertes Ergebnis gelang den Italienern im Mai 1986, als sie der englischen U23-Nationalmannschaft ein 15:15-Unentschieden abtrotzten. Unmittelbar darauf begaben sie sich auf eine Tour durch Australien und trugen dort unter anderem ein Test Match gegen die Wallabies aus.

### Erste Weltmeisterschaften und weitere Annäherung
Im Mai 1985 beschloss das IRFB die Einführung der Rugby-Union-Weltmeisterschaft. Die neue Veranstaltung sollte ursprünglich den Mitgliedsverbänden vorbehalten sein, doch der französische Verbandspräsident Albert Ferrasse (der zugleich Präsident der FIRA war) machte seine Zustimmung davon abhängig, dass auch Nichtmitglieder teilnahmeberechtigt sein müssten. So kam es, dass unter anderem Italien eine Einladung erhielt. Im Eröffnungsspiel der ersten Austragung 1987 trafen die Azzurri auf Co-Gastgeber Neuseeland; die All Blacks waren in allen Belangen überlegen und fügten ihnen eine 6:70-Niederlage zu. Es folgten eine weitere Niederlage gegen Argentinien und ein knapper Sieg gegen Fidschi. Trotz des Sieges in der Direktbegegnung verpasste Italien den Einzug in die K.-o.-Phase, denn ausschlaggebend für das Weiterkommen war die Anzahl der erzielten Versuche.
Als erster Italiener überhaupt erhielt der Nationalspieler Stefano Bettarello 1987 eine Einladung der traditionsreichen Auswahlmannschaft Barbarians. Zusammen mit der Aufnahme der FIR in den IRFB im selben Jahr galt dies als unmissverständliches Zeichen dafür, welchen Respekt sich Italien in den höchsten britischen Rugbykreisen mittlerweile erworben hatte. Im Rahmen einer kurzen Tour fand am 31. Dezember 1988 die erste Begegnung mit Irland statt. Dieses Spiel in Dublin, das mit 15:31 verloren ging, war das erste Test Match gegen eine der „Home Nations“ von den britischen Inseln. Die Tour im Juni 1989 führte nach Argentinien und fand ihren Abschluss mit einer Niederlage im Test Match gegen die Pumas. Zwei Jahre später fand eine weitere Tour durch das südliche Afrika statt; sie umfasste zwei Test Matches gegen das Nationalteam des eben erst unabhängig gewordenen Namibia, die beide ebenfalls mit Niederlagen endeten. Die Namibia-Tour diente als Vorbereitung auf die Weltmeisterschaft 1991. Zum Auftakt siegten die Azzurri gegen die Vereinigten Staaten, gefolgt von einer Niederlage in ihrer ersten Begegnung mit der Nationalmannschaft Englands. Wie erwartet verpassten sie gegen Neuseeland die Viertelfinalqualifikation, doch das relativ knappe Ergebnis von 21:31 war mehr als achtbar.
In der ersten Hälfte der 1990er Jahre verringerte Italien bei den Europameisterschaften allmählich die leistungsmäßige Lücke zu Frankreich. So belegte die Mannschaft in der Ausgabe 1990–92 nach fast einem Jahrzehnt wieder den zweiten Platz. Noch erfolgreicher verlief die Ausgabe der Jahre 1993 bis 1994. Am 11. November 1993 feierten die Italiener einen prestigeträchtigen Erfolg, als sie in Treviso die französische Reservemannschaft mit 16:9 bezwangen. Nach der Niederlage im letzten Spiel gegen Rumänien verpassten sie erneut den Turniersieg, jedoch einzig wegen der schlechteren Punktedifferenz. Im Sommer 1994 gab es eine weitere Tour durch Australien, die zwei Test Matches gegen die Wallabies umfasste. Zwar verloren die Azzurri beide Male, jedoch relativ knapp. Am 12. Oktober desselben Jahres kam es im Rahmen der WM-Qualifikation zur ersten Begegnung mit Wales, die ebenfalls in einer knappen Niederlage der Azzurri resultierte. Die Fortschritte, die sich aus den Spielen mit Gegnern auf hohem Niveau ergaben, waren offensichtlich: Am 6. Mai 1995 spielte Italien in Treviso gegen Irland und siegte mit 22:12, gleichbedeutend mit dem ersten Erfolg über eine Mannschaft von den britischen Inseln. Bei der Weltmeisterschaft 1995 in Südafrika verlor Italien sein erstes Spiel gegen Samoa recht deutlich mit 18:42. Gegen England standen die Azzurri kurz vor einem möglichen Sieg, mussten sich aber mit 20:27 geschlagen geben und schieden damit erneut vorzeitig aus. Im letzten Gruppenspiel setzten sie sich mit 31:25 gegen Argentinien durch.

### Professionalisierung und Aufnahme in die Six Nations
Im August 1995 hob der IRFB sämtliche Beschränkungen bezüglich Bezahlung der Spieler auf und läutete so die professionelle Ära von Rugby Union ein. Der Aufbau entsprechender Strukturen auf Vereinsebene ließ in Italien mehrere Jahre auf sich warten, weshalb etliche Spieler zu finanzkräftigen Vereinen in Frankreich oder England wechselten. Während die Annäherung an die besten europäischen Mannschaften langsam aber stetig voranschritt, war der Abstand zur südlichen Hemisphäre immer noch beträchtlich. So setzten sich im Oktober 1995 die All Blacks in Bologna mit 70:6 durch. Zwei Wochen später gewährten die amtierenden Weltmeister, die südafrikanischen Springboks, den Italienern erstmals ein Test Match und siegten mit 40:21. Im Laufe des Jahres 1996 folgten Spiele gegen Wales, Australien, England und erstmals Schottland, die zwar alle verloren gingen, zum Teil aber recht knapp ausfielen. Es war auch die Rede davon, England aus den Five Nations auszuschließen und durch Italien zu ersetzen, nachdem die englische Rugby Football Union ohne Absprache mit den übrigen Verbänden einen Exklusivvertrag mit British Sky Broadcasting abgeschlossen hatte. Nach Verhandlungen hinter verschlossenen Türen geschah dies letztlich nicht, doch der italienische Verband setzte sich nun zum Ziel, in diesen exklusiven Kreis aufgenommen zu werden.
1997 gelangen den Azzurri gleich zwei Siege über Irland: am 4. Januar auswärts in Dublin mit 37:29 und am 20. Dezember mit 37:22 in Bologna. In der Zeit dazwischen errangen sie einen weiteren prestigeträchtigen Erfolg und entschieden erstmals die Europameisterschaft für sich. Wegweisend dafür war 22. März der 40:32-Auswärtssieg über Frankreich in Grenoble; es handelte sich dabei um den ersten Sieg Italiens überhaupt in einem offiziellen Test Match gegen diesen Kontrahenten. Noch bemerkenswerter war er angesichts der Tatsache, dass Frankreich eine Woche zuvor das Five Nations 1997 mit einem Grand Slam für sich entschieden hatte. Es blieb der einzige Europameistertitel, denn sowohl die Italiener als auch die Franzosen nahmen fortan nicht mehr an dem Wettbewerb teil, da der Leistungsunterschied zu den übrigen Teilnehmern schlicht zu groß geworden war und beide Verbände kein Interesse mehr zeigten. Am 16. Januar 1998 beschloss das Komitee der Five Nations, Italien im übernächsten Jahr aufzunehmen und somit das prestigeträchtige Turnier zu Six Nations zu erweitern. Acht Tage später folgte in Treviso der erste Sieg über Schottland.
Während der Qualifikation für die Weltmeisterschaft 1999 im selben Jahr verlor Italien in Huddersfield knapp mit 15:23 gegen England; man war jedoch der Meinung, dass der Schiedsrichter einen Versuch von Alessandro Troncon nicht anerkannt worden sei. Da die Italiener unmittelbar zuvor die Niederlande mit 60 Punkten Unterschied bezwungen hatten, war die WM-Qualifikation reine Formsache. Italien bereitete sich mit Spielen gegen hochkarätige Gegner vor, wobei verschiedene Unstimmigkeiten zwischen Verband, Trainer und Spielern eine Südafrika-Tour im Juni 1999 überschatteten. Da die Vereine sich weigerten, die angeforderten Profispieler freizugeben, reiste eine völlig unerfahrene Mannschaft dorthin. Das 0:101 in Durban im ersten von zwei Test Matches gegen die Springboks war die höchste Niederlage in der Geschichte der Azzurri. Während der Rugby-Union-Weltmeisterschaft 1999 war Italien zum dritten Mal hintereinander in derselben Gruppe mit Neuseeland, hinzu kamen England und Tonga. Erwartungsgemäß unterlagen die Azzurri klar den All Blacks und den Engländern. Doch auch gegen die Tonganer, gegen die sie zum ersten Mal überhaupt antraten, resultierte eine 25:28-Niederlage, sodass sie schließlich den letzten Platz in ihrer Vorrundengruppe belegten.

### Beginn der Six-Nations-Ära

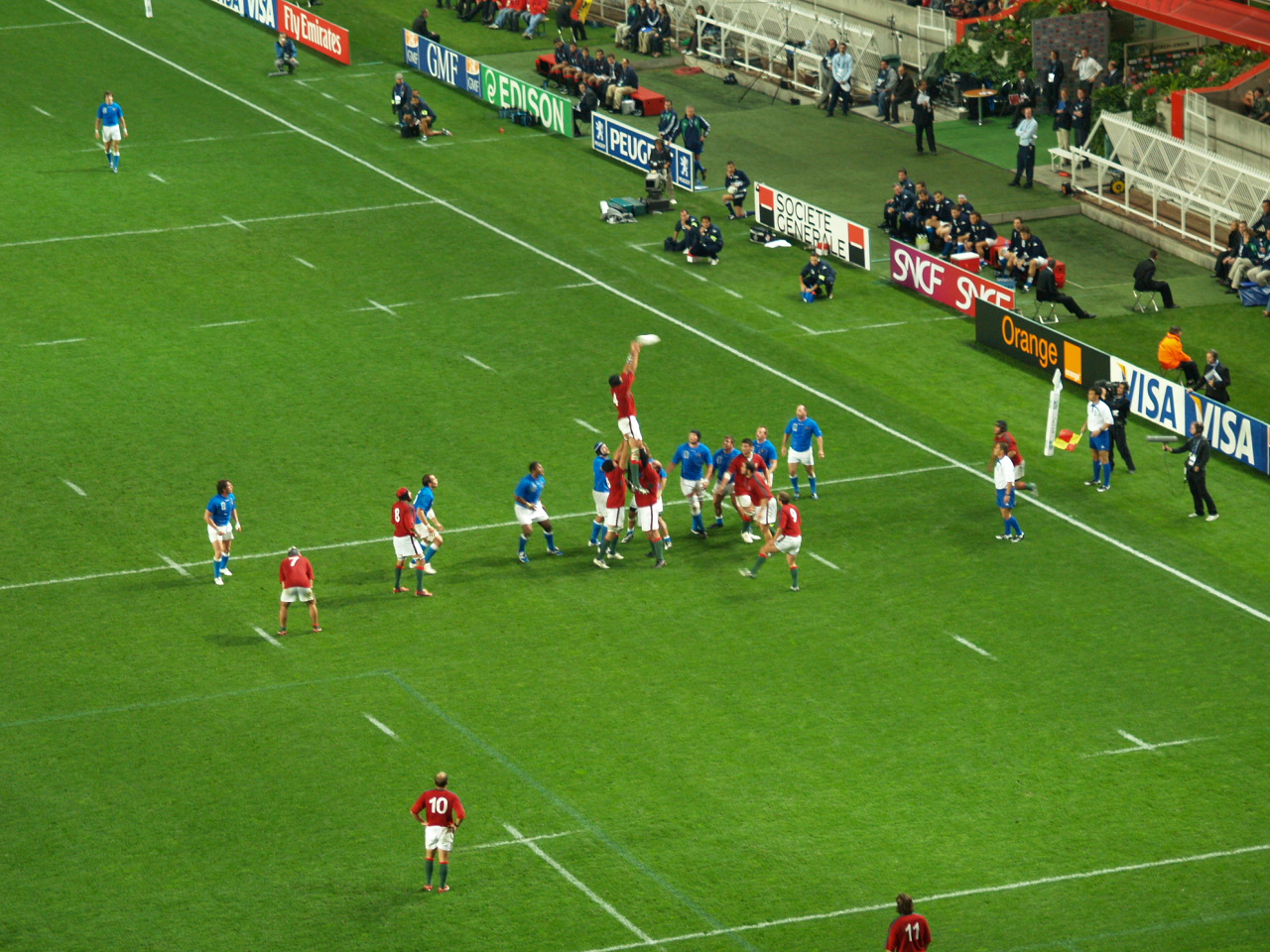
Italien gegen Portugal während der Weltmeisterschaft 2007

Der frühere neuseeländische Nationalspieler Brad Johnstone führte die italienische Nationalmannschaft in die erste Ausgabe von Six Nations. In ihrem ersten Spiel auf höchster europäischer Stufe, das am 5. Februar 2000 in Rom stattfand, dominierten sie die Schotten (die Gewinner von Five Nations 1999) fast nach Belieben und feierten einen deutlichen 34:20-Sieg. Danach taten sie sich jedoch gegen die anderen Teams schwer und belegten nach vier Niederlagen in Folge den letzten Platz. In den Turnieren 2001 und 2002 blieben sie ohne Sieg und „gewannen“ den wooden spoon als Letztplatzierte. Johnstone versuchte, einer größtenteils dem trickreichen französischen Spielstil verpflichteten Mannschaft eine Art angelsächsische Disziplin zu vermitteln. Der frühere italienische Nationalspieler Marco Bollesan, mittlerweile Verbandspräsident, kritisierte die Arbeit des Trainers. Er habe zwar eine konkurrenzfähige Mannschaft, diese sei aber aus technischen, charakterlichen und psychologischen Gründen nicht in der Lage, sich von ihrer besten Seite zu zeigen. Im Herbst 2001 stellte er ihm seinen Landsmann John Kirwan zur Seite, der nach dem Six Nations 2002 die alleinige Verantwortung übernahm.
Unter Kirwan setzte sich das Team mit zwei Siegen gegen Spanien und Rumänien in der WM-Qualifikation problemlos durch. Danach gewann es zum Auftakt von Six Nations 2003 gegen Wales und entging dadurch zum ersten Mal dem letzten Platz. Bei der Weltmeisterschaft 2003 in Australien erlitt Italien zunächst eine vorhersehbare Niederlage gegen Neuseeland. Nach zwei Siegen über Kanada und Tonga bestand die realistische Möglichkeit, sich für das Viertelfinale zu qualifizieren, doch die 15:27-Niederlage im letzten Gruppenspiel gegen Wales machte diese Hoffnungen zunichte. Beim Six Nations 2004 gelang den Italienern erneut ein Sieg gegen die Schotten, die man dadurch in der Tabelle hinter sich ließ. Wie in den Jahren zuvor mussten sie aber deutlich mehr Niederlagen hinnehmen, als sie Siege feiern konnten. Dies galt auch im Falle vermeintlich schwächerer Gegner wie den Rumänen, denen sie im Rahmen der Mid-year Internationals 2004 unterlagen. Da die Azzurri beim Six Nations 2005 wieder ohne Sieg blieben und den letzten Platz belegten, wurde John Kirwan durch den Franzosen Pierre Berbizier ersetzt.
Unter dem neuen Nationaltrainer setzten die Azzurri bei den Mid-year Internationals 2005 ein Ausrufezeichen, als sie während ihrer Argentinien-Tour ein Test Match gegen die Pumas mit 30:29 gewannen. Es handelte sich dabei nicht nur um den ersten Auswärtssieg über diesen Kontrahenten, sondern in diesem Jahr auch um den einzigen Sieg eines Teams der Nordhemisphäre in der Südhemisphäre. Beim Six Nations 2006 rangen die Italiener den Walisern auswärts ein 18:18-Unentschieden ab, kamen aber wiederum nicht über den letzten Platz hinaus. Allerdings zeigten sie im Spiel gegen Frankreich gute Ansätze, als sie nach der ersten Halbzeit in Führung lagen. Mit zwei deutlichen Erfolgen über Portugal und Russland sicherten sie sich im Oktober 2006 problemlos die WM-Qualifikation. Beim Six Nations 2007 zeigten die Azzurri die bisher beste Leistung seit ihrer Aufnahme in dieses Turnier. Sie gewannen sowohl auswärts gegen Schottland als auch zuhause gegen Wales und belegten am Ende den vierten Platz. Das Interesse am Rugbysport erreichte ein neues Ausmaß, als auf den Titelseiten der wichtigsten Zeitungen über den italienischen Erfolg berichtet wurde. Über 10.000 Fans empfingen das Team nach dem abschließenden Spiel gegen Irland auf der Piazza del Popolo in Rom.

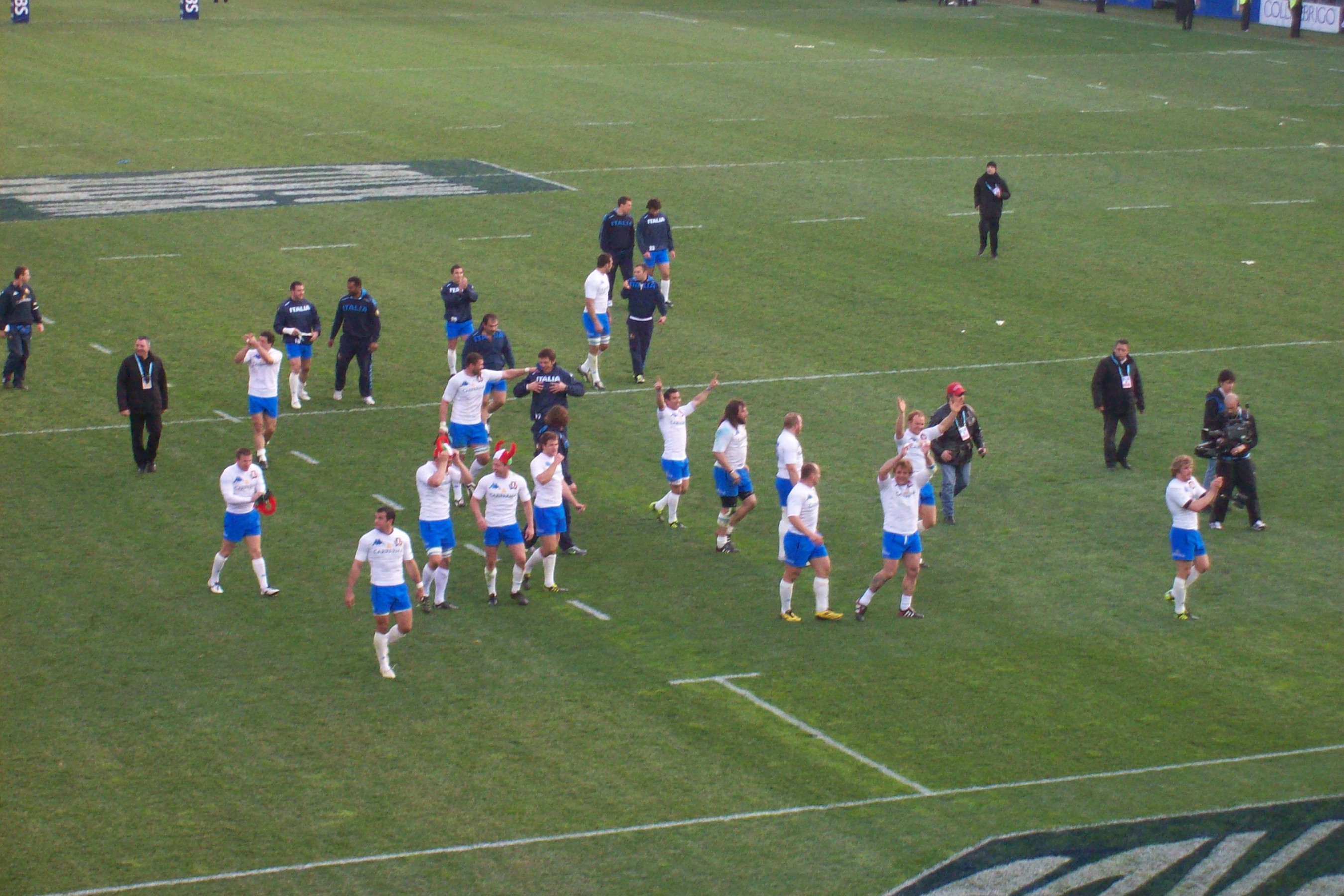
Die Italiener feiern ihren Sieg über Frankreich (Six Nations 2011)

Mit dem erklärten Ziel, erstmals das Viertelfinale zu erreichen, reiste die Mannschaft zur Weltmeisterschaft 2007 in Frankreich. Auf die erwartet hohe Niederlage im ersten Spiel gegen Neuseeland folgten zwei Siege über Rumänien und Portugal, sodass das letzte Gruppenspiel in Saint-Étienne gegen Schottland die Entscheidung bringen musste. Alessandro Troncon erzielte den einzigen Versuch dieser Partie, doch von mangelnder Disziplin gekennzeichnete Spielzüge ermöglichten es den Schotten, mehrere Penalties zu verwerten. Schließlich unterlag Italien knapp mit 16:18 und schied aus dem Turnier aus, auch wenn der dritte Gruppenrang die automatische Qualifikation für die nächste Weltmeisterschaft bedeutete. Pierre Berbizier hatte bereits im April erklärt, dass er seinen Vertrag nicht verlängern werde. Im Oktober 2007 bestimmte die FIR den Südafrikaner Nick Mallett zu seinem Nachfolger. Beim Six Nations 2008 belegte Italien zwar wieder den letzten Tabellenplatz, konnte aber immerhin einen Sieg über Schottland feiern, während die Niederlagen gegen Irland und England sehr knapp ausfielen. Im Juni erzielten die Azzurri einen weiteren überraschenden Auswärtssieg über Argentinien. Nach diesem Erfolg begann jedoch eine Negativserie, die über ein Jahr lang anhielt. Sowohl bei den End-of-year Internationals 2008, als auch beim Six Nations 2009 und bei den Mid-year Internationals 2009 gingen die Italiener nach jedem Spiel als Verlierer vom Platz. Nach insgesamt 13 Niederlagen in Folge gelang ihnen erst Ende November 2009 wieder ein Sieg, und zwar bei ihrer ersten Begegnung mit Samoa, die in Ascoli Piceno stattfand.

### Stagnation und fehlende Weiterentwicklung
Trotz eines knappen Heimsiegs über Schottland belegte Italien beim Six Nations 2010 erneut den gewohnten letzten Platz. In den übrigen Partien des Jahres 2010 resultierte einzig gegen Fidschi ein Sieg. Trotz des erneuten letzten Platzes beim Six Nations 2011 zeigte die Mannschaft in ihren Heimspielen einige starke Leistungen. Im Startspiel führten sie gegen Irland, ehe sie zwei Minuten vor Spielende ein Dropgoal zum 11:13-Endstand hinnehmen mussten. Fünf Wochen später schlug sie Frankreich äußerst knapp mit 22:21, nachdem sie einen 6:18-Rückstand aufgeholt hatte. Die Azzurri feierten somit ihren ersten Sieg über die Bleus seit 1997 und konnten zum ersten Mal überhaupt die Giuseppe-Garibaldi-Trophäe in Empfang nehmen. Der Verlauf der Weltmeisterschaft 2011 in Neuseeland ähnelte dem Turnier vier Jahre zuvor. Das erste Gruppenspiel gegen Australien ging mit 6:32 verloren, nachdem es zur Pause noch 6:6 unentschieden gestanden hatte. Es folgten zwei deutliche Siege über Russland und die Vereinigten Staaten, sodass erneut das letzte Spiel entscheidend für den Einzug in die K.-o.-Phase war. Italien konnte den Iren wenig entgegensetzen und schied nach einer 6:36-Niederlage aus, qualifizierte sich aber als Gruppendritter erneut automatisch für die nächste Weltmeisterschaft. Der Verband hatte bereits im Mai entschieden, den Vertrag mit Mallett nicht zu erneuern; an seine Stelle trat nach der WM der Franzose Jacques Brunel.

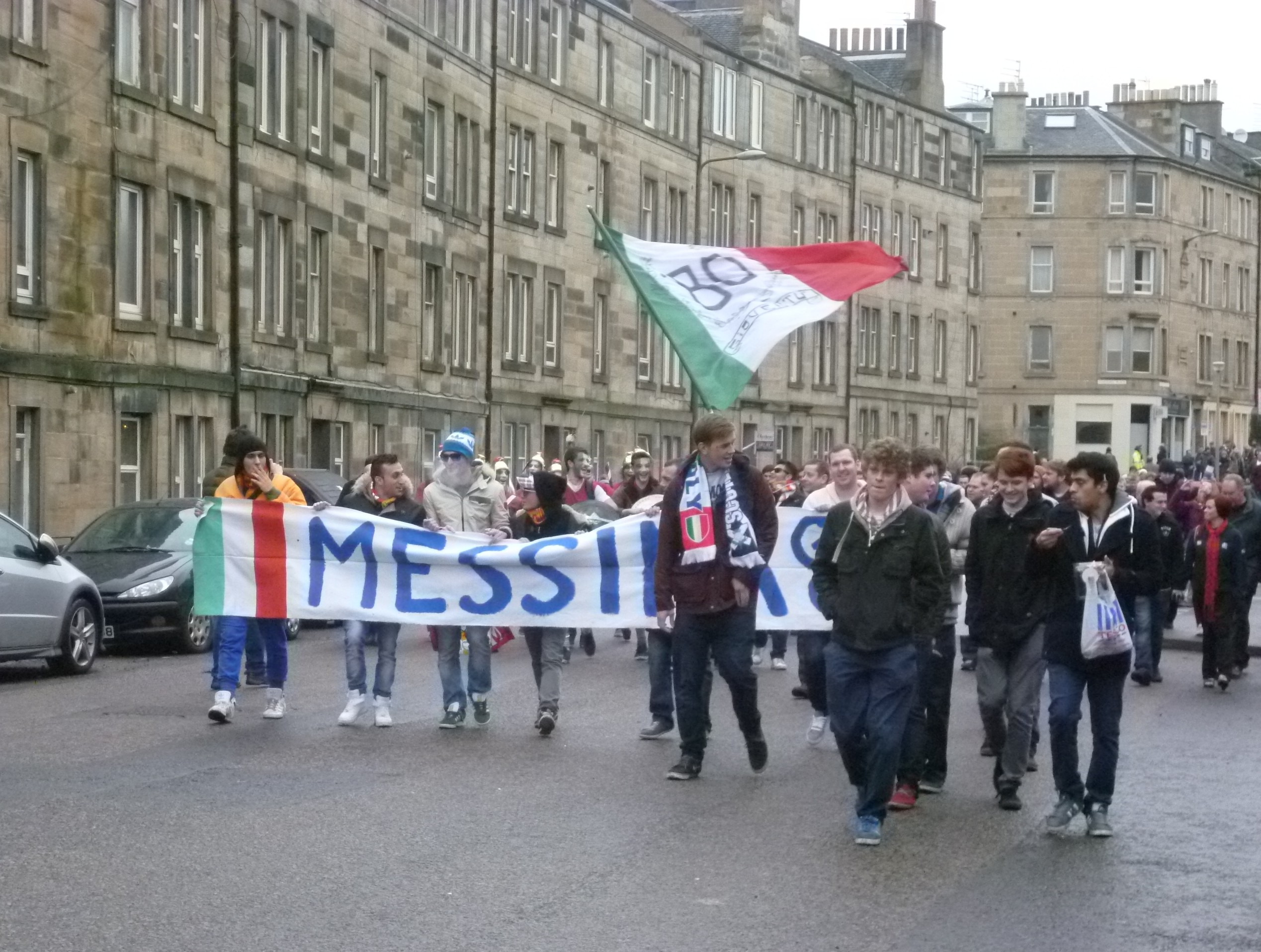
Italienische Fans auf dem Weg zum Murrayfield Stadium vor dem Spiel gegen Schottland beim Six Nations 2013

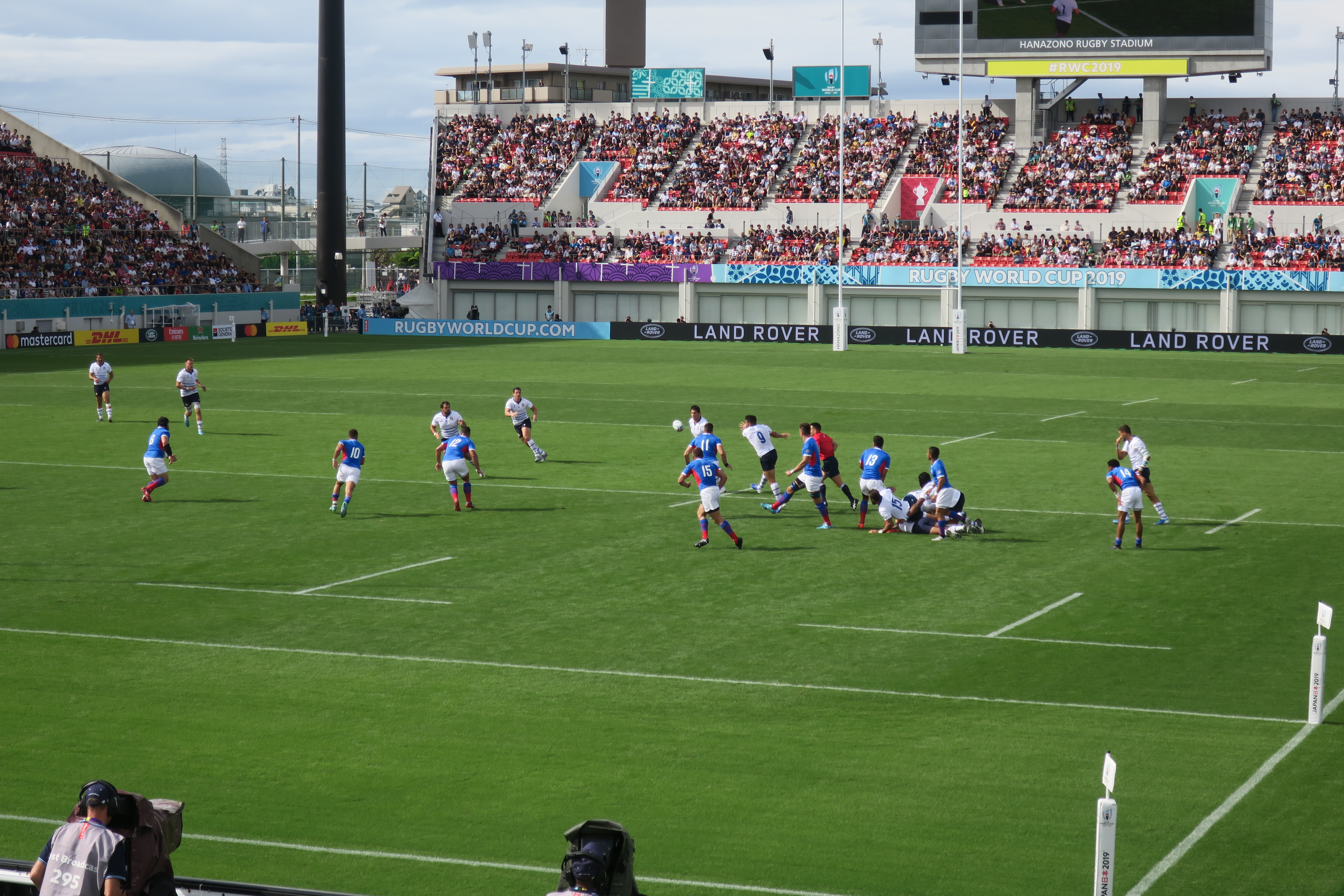
Die italienische Mannschaft gegen Namibia bei der WM 2019

Im zweiten Spiel der Six Nations 2012 schafften die Azzurri beinahe ihren ersten Sieg über England, als sie zur Halbzeit mit 12:6 führten, dann aber knapp mit 15:19 unterlagen. Sie vermieden den letzten Platz, indem sie im abschließenden Spiel die Schotten bezwangen und diese hinter sich lassen konnten. Im Verlaufe des Jahres gelangen den Italienern erstmals seit 1998 drei Siege in Folge, und zwar gegen Kanada, die USA und Tonga. Im Eröffnungsspiel der Six Nations 2013 schlug Italien zunächst die Franzosen mit 23:18. Diesem beachtlichen Erfolg ließen die Azzurri in der letzten Runde 22:15 gegen Irland folgen. Es handelte sich dabei um den ersten Six-Nations-Sieg gegen dieses Team überhaupt, außerdem war Italien mit dem vierten Schlussrang so gut klassiert wie seit 2007 nicht mehr. Das Viererturnier in Südafrika während der Mid-year Internationals 2013, als die Italiener den Springboks, Schotten und Samoanern unterlagen, wurde im Rückblick als der Wendepunkt ausgemacht, an dem sie in eine Negativspirale schlitterten.
Dies zeigte sich exemplarisch beim Six Nations 2014, als die Italiener sieglos den letzten Platz belegten. Bis Juni 2014 mussten sie insgesamt neun Niederlagen hintereinander hinnehmen, darunter erstmals überhaupt gegen Japan. Mit einem knappen 22:19-Auswärtssieg über Schottland beim Six Nations 2015 vermieden sie zwar den wooden spoon, hinterließen aber gegen die anderen Teams keinen guten Eindruck. Es sollte dies bis heute (Stand: 2021) auch der letzte Sieg in einem Six-Nations-Spiel sein. Während der Weltmeisterschaft 2015 in England knüpfte Italien in etwa an die Leistungen bei den zwei letzten Endrunden an. Auf die erwartbare Startniederlage gegen Frankreich folgte ein ungewohnt knapper 23:18-Sieg über Kanada. Die 9:16-Niederlage im dritten Gruppenspiel gegen Irland besiegelte das vorzeitige Ausscheiden, sodass der abschließende 32:22-Erfolg über Rumänien nur noch der Ergebniskosmetik diente. Immerhin entgingen die Italiener mit dem dritten Gruppenrang den Qualifikationsspielen für die nächste Weltmeisterschaft.
Nach sehr schwachen Leistungen beim Six Nations 2016 wurde Brunel als Nationaltrainer entlassen und durch den Iren Conor O’Shea ersetzt. Zusammen mit ihm beauftragte die FIR den Entwicklungsleiter Stephen Aboud mit dem Aufbau eines Jugendprogramms, um das Niveau des italienischen Rugby zu heben. Während den Mid-year Internationals 2016 schafften die Azzurri eine der größten Überraschungen im internationalen Rugby der letzten Jahrzehnte, als sie am 19. November in Florenz die südafrikanischen Springboks in einem sehr körperbetonten Spiel mit 20:18 besiegten. Dies war Italiens erster Sieg über Südafrika in 13 Test Matches und der erste Sieg überhaupt gegen eine der drei „großen“ Mannschaften der südlichen Hemisphäre (Australien, Neuseeland, Südafrika). Dieses Ergebnis erwies sich jedoch als Ausreißer nach oben, denn das darauf folgende Six Nations 2017 endete erneut mit fünf deutlichen Niederlagen. Die 10:63-Heimniederlage gegen Irland war sogar die höchste in der Geschichte von Six Nations. Von den elf Test Matches im Jahr 2017 entschieden die Azzurri ein einziges gegen Fidschi für sich. Nur wenig besser verliefen die Jahre 2018 und 2019: Erneut war Italien beim Six Nations chancenlos und auch sonst resultierten nur vereinzelte Siege gegen schwächer eingestufte Teams der zweiten Stärkeklasse.
Bei der Weltmeisterschaft 2019 in Japan zeigte sich Italien zumindest zu Beginn der Gruppenphase deutlich verbessert und gewann relativ deutlich gegen Namibia und Kanada. Noch deutlicher war jedoch die anschließende 3:49-Niederlage gegen Südafrika. Das letzte Gruppenspiel gegen Neuseeland konnte wegen der Verwüstungen des Taifuns Hagibis nicht ausgetragen werden und wurde als 0:0-Unentschieden gewertet. Als Gruppendritter sicherte sich Italien erneut die direkte Qualifikation für die nächste Endrunde. Nach der Weltmeisterschaft trat O’Shea als Nationaltrainer zurück, an seine Stelle trat der Südafrikaner Franco Smith. Doch auch der neue Nationaltrainer war nicht in der Lage, eine Verbesserung der allgemeinen Situation herbeizuführen; so blieben die Azzurri im Jahr 2020 ohne einen einzigen Sieg. Die 10:50-Startniederlage beim Six Nations 2021 gegen Frankreich war die 28. Niederlage in Folge bei diesem Turnier. Daraufhin entbrannte vor allem in den britischen und irischen Medien eine breite Debatte, ob Italien überhaupt noch konkurrenzfähig genug sei, um auf höchster Ebene mithalten zu können. Beispielsweise regte der frühere walisische Mannschaftskapitän Sam Warburton an, ein System mit Auf- und Absteigern einzuführen. So hätten auch andere Teams die Chance, gegen die Besten Europas zu spielen. Als Beispiel nannte er Georgien, das seit Jahren die erste Division der Europameisterschaft dominiert. Andere Experten vertraten die Meinung, Italien solle durch Südafrika oder Argentinien ersetzt werden.
Im Mai 2021 wurde Franco Smith Leiter der Hochleistungsabteilung für das italienische Rugby, während der Neuseeländer Kieran Crowley zum neuen Nationaltrainer ernannt wurde. Am 19. März 2022, dem letzten Spieltag der Six Nations 2022, gelang den Italienern ein 22:21-Auswärtssieg über Wales, womit sie eine seit 36 Spielen anhaltende Niederlagenserie bei diesem Turnier beendeten; für die Waliser war es gleichzeitig die erste Heimniederlage gegen Italien. Bei den Mid-year Internationals 2022 erlitt Italien die erste Auswärtsniederlage gegen Georgien. Dagegen gelang den Italienern bei den End-of-year Internationals 2022 der erste Heimsieg gegen Australien. Bei der Weltmeisterschaft 2023 in Frankreich gewann Italien zunächst deutlich gegen Namibia (52:8), wonach es sich jedoch gegen Uruguay (38:17) schwer tat und gegen die beiden Gruppenfavoriten Neuseeland (17:96) sowie den Gastgeber (7:60) chancenlos war. Trostpreis war die erneute automatische Qualifikation für die darauf folgende Weltmeisterschaft 2027. Im Januar 2024 übernahm der Argentinier Gonzalo Quesada das Traineramt. Beim Six Nations 2024 gelangen den Italienern mit Siegen über Schottland und Wales sowie einem Unentschieden gegen Frankreich der beste Turnierverlauf bisher.

## Trikot, Logo und Spitzname

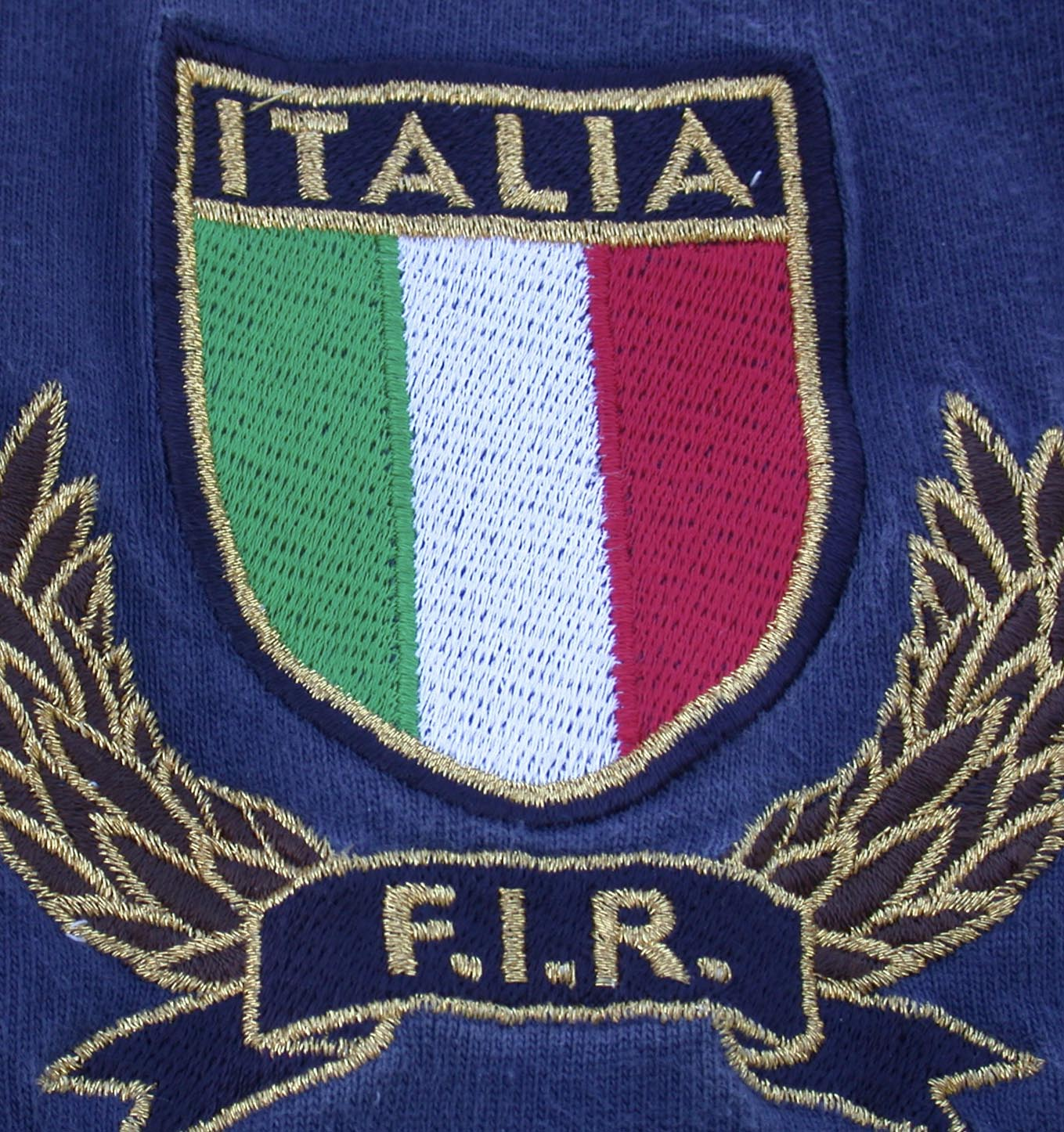
Heutiges Logo der italienischen Nationalmannschaft

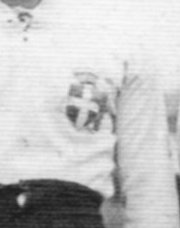
Früheres Logo der italienischen Rugbynationalmannschaft, entlehnt vom Wappen des Hauses Savoyen

Die italienische Mannschaft spielt nicht in den Farben der Nationalflagge, sondern in Blau, der Farbe der ehemaligen königlichen Familie Savoyen, die unter anderem das Königreich Italien regierte. Der Spitzname der Mannschaft, gli Azzurri („die Himmelblauen“), ist somit wie bei der Fußballnationalmannschaft von der Trikotfarbe abgeleitet.
Zwischen 2000 und 2012 war Kappa der Trikotausrüster Italiens. Seit 2017 wird die Mannschaft von Macron ausgerüstet. Bei Heimspielen spielt sie in himmelblauen Trikots mit den drei Farben der italienischen Flagge auf den Ärmeln, weißen Hosen und dunkelblauen Socken. Wenn die gegnerischen Mannschaft traditionell ebenfalls in blauen Trikots spielt – wie beispielsweise Argentinien, Frankreich und Schottland – tritt Italien in weißen Trikots mit roten und grünen Streifen auf den Schultern, blauen Hosen und weisen Socken an. Vittoria Assicurazioni, eine italienische Versicherung, ist seit 2022 der Hauptsponsor der italienischen Mannschaft.
Vor jedem Länderspiel der italienischen Nationalmannschaft wird Il Canto degli Italiani (italienisch: „Das Lied der Italiener“), die italienische Nationalhymne, gespielt. In Italien ist die Hymne auch bekannt als L’inno di Mameli („Mameli-Hymne“), benannt nach dem Autor des Textes Goffredo Mameli.
Von den Anfangsjahren bis zum Ende des Zweiten Weltkrieges war das Logo der italienischen Mannschaft dem Wappen des Hauses Savoyen entlehnt. Das heutige Logo besteht aus einem Wappenschild in den Nationalfarben (grün, weiß und rot), umgeben von Lorbeerblättern. Der Lorbeerkranz soll an die römische Geschichte und die Siege von Gaius Iulius Caesar erinnern.

## Trikotausrüster und -sponsoren

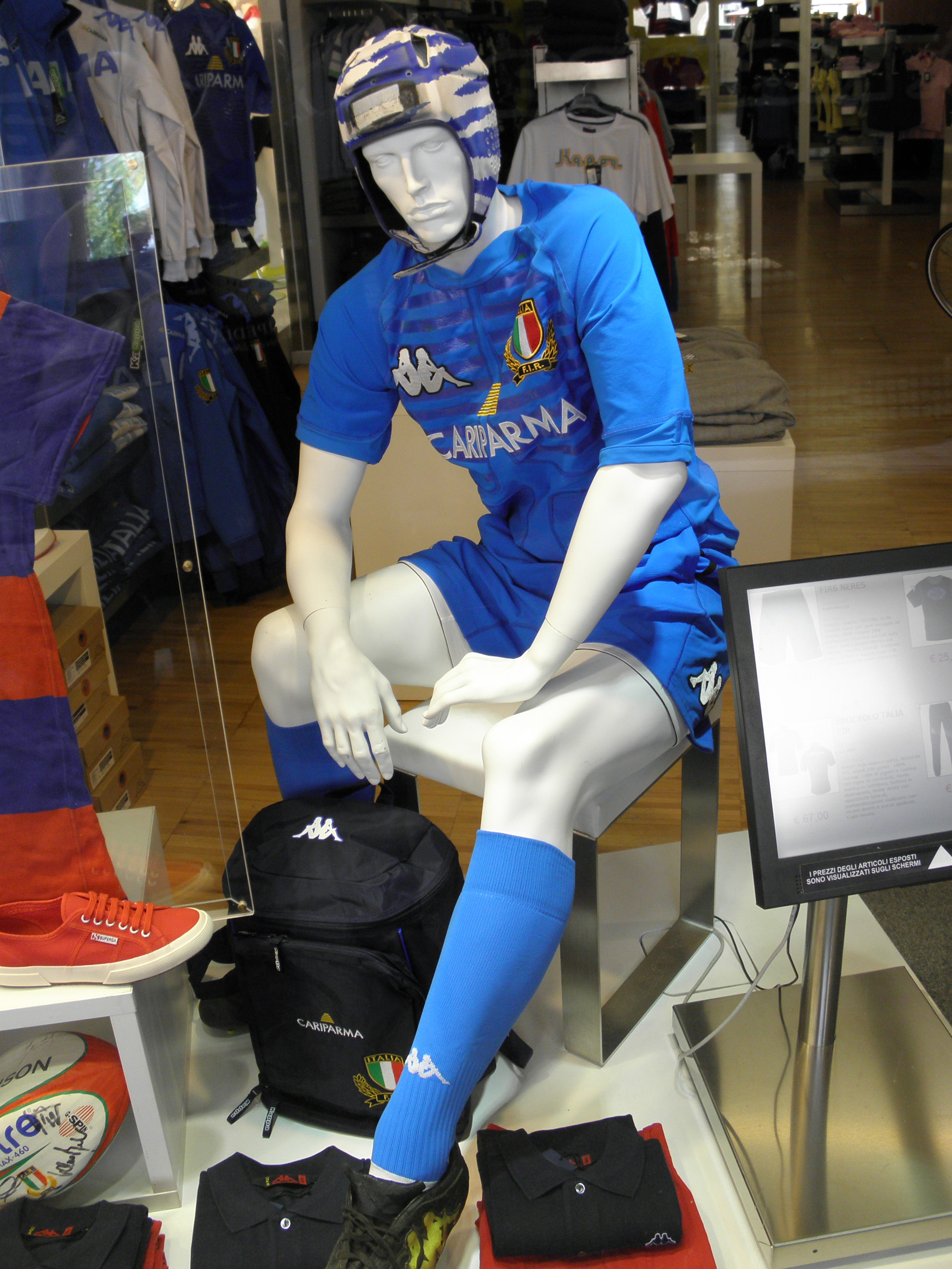
Trikot Italiens 2011

Seit den 1980er Jahren traten die folgenden Trikotausrüster und -sponsoren in Erscheinung:
| Zeitraum                                                          | Ausrüster     | Sponsor                 |
| ----------------------------------------------------------------- | ------------- | ----------------------- |
| 1981–1989                                                         | Adidas        | –                       |
| 1990–1993                                                         | Lotto         | –                       |
| Weltmeisterschaft 1991                                            | –             | –                       |
| 1993–1995                                                         | Gilbert       | –                       |
| Weltmeisterschaft 1995                                            | –             | –                       |
| 1996–1997                                                         | Reebok        | –                       |
| Europameisterschaft 1997                                          | Reebok        | –                       |
| 1998–1999                                                         | –             | –                       |
| 1999                                                              | Cotton Oxford | –                       |
| Six Nations 2000 – Mid-year Internationals 2000                   | Canterbury    | Alliance UniChem        |
| End-of-year Internationals 2000 – Mid-year Internationals 2002    | Kappa         | Alliance UniChem        |
| End-of-year Internationals 2002 – End-of-year Internationals 2006 | Kappa         | Jaguar                  |
| Six Nations 2007 – Mid-year Internationals 2012                   | Kappa         | Cariparma               |
| End-of-year Internationals 2012 – Mid-year Internationals 2017    | Adidas        | Cariparma               |
| End-of-year Internationals 2017 – Mid-year Internationals 2018    | Macron        | Cariparma               |
| End-of-year Internationals 2018                                   | Macron        | Cattolica Assicurazioni |
| End-of-year Internationals 2021                                   | Macron        | Suzuki                  |
| Six Nations 2022                                                  | Macron        | Bitpanda                |
| End-of-year Internationals 2022                                   | Macron        | Vittoria Assicurazioni  |
| Six Nations 2023                                                  | Macron        | Vittoria Assicurazioni  |

## Heimstadion

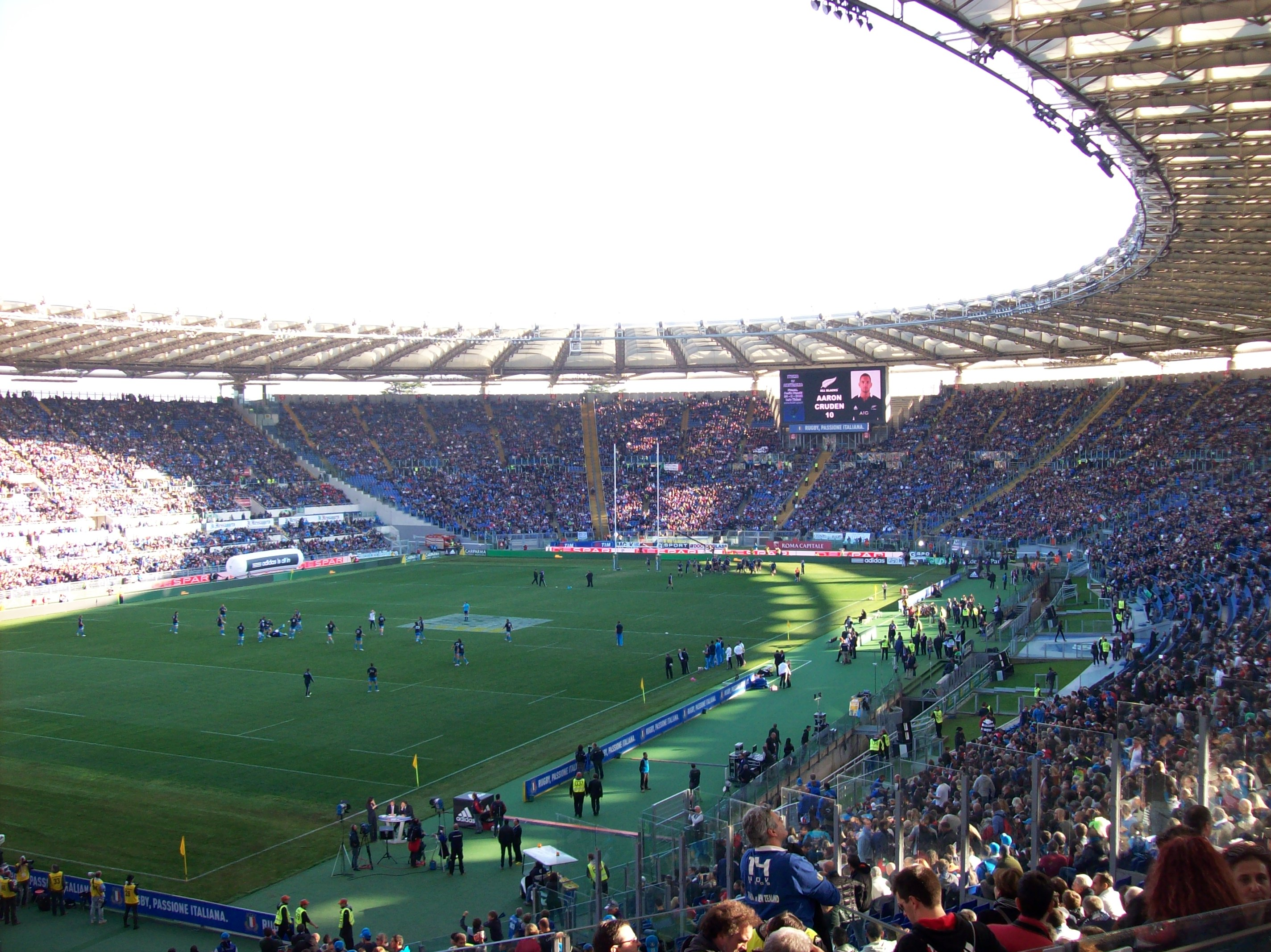
Das Olympiastadion Rom in Rom, aktuell Heimatstadion der italienischen Nationalmannschaft

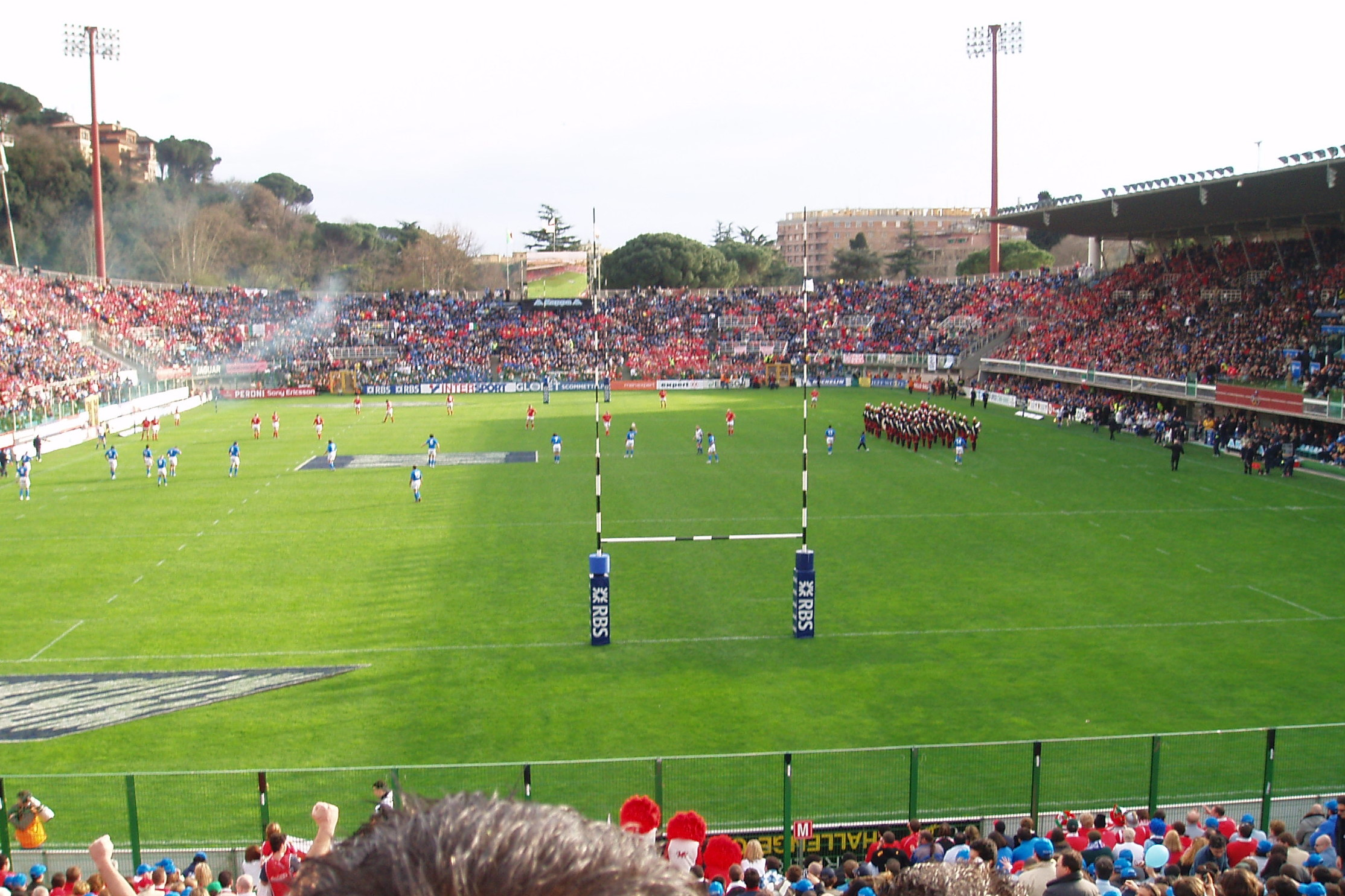
Italien gegen Wales während den Six Nations 2007 im Stadio Flaminio, Rom

Vor dem Jahr 2000 besaß Italien kein eigentliches Heimstadion für seine Rugby-Union-Nationalmannschaft. Die Heimspiele fanden in mehr als drei Dutzend verschiedenen Stadien statt, mit einer Präferenz für Rom sowie die Regionen Lombardei und Venetien. Seit dem Beitritt zu Six Nations ist Rom der Austragungsort aller Six-Nations-Partien, während die FIR für die übrigen Spiele mehrere andere Städte berücksichtigt.
Von 2000 und 2011 fanden die Six-Nations-Spiele im Stadio Flaminio in Rom statt. Mit einer Kapazität von 32.000 Sitzplätzen war es das kleinste Stadion der Six-Nations-Teilnehmer. Das Stadion wurde zunehmend als ungeeignet für die Nationalmannschaft empfunden und es gab regelmäßig Berichte, dass die Mannschaft umziehen wolle. Diese Gerüchte wurden noch angeheizt, als sich die FIR von den versprochenen, aber nie durchgeführten Renovierungen enttäuscht zeigte. Berichten zufolge zog der Verband für Six-Nations-Spiele ernsthaft das Stadio Artemio Franchi in Florenz in Betracht. Im Januar 2010 kündigte die FIR an, dass das Stadio Flaminio im Zuge der Renovierung auf 42.000 Sitzplätze erweitert werden soll. Nachdem die Stadt Rom die Arbeiten umzusetzen begonnen hatte, ließ die FIR verlauten, dass die Nationalmannschaft für die Six-Nations-Spiele vorübergehend das Olympiastadion nutzen werde. Der Verband stellte auch eine Rückkehr ins Flaminio in Aussicht.
Ursprünglich hätten die Arbeiten am Stadio Flaminio 2014 abgeschlossen werden sollen, jedoch waren in der Zwischenzeit wenig Fortschritte gemacht worden und im September 2016 befand sich das Stadion noch immer in einem unfertigen Zustand. Angesichts der fehlenden Fortschritte und der massiv gestiegenen Kosten verzichtete die FIR am 26. Februar 2014 auf jegliche weitere Nutzung des Stadio Flaminio und übergab es in die Obhut des Fußballverbandes Federazione Italiana Giuoco Calcio.
In den 2010er Jahren stiegen die Zuschauerzahlen nicht nur in Rom deutlich an, sondern auch an anderen Orten. Im Gegensatz zu früher, als die meisten Zuschauer britische, französische oder irische Anhänger der Gastmannschaft waren, kann Italien inzwischen mehr heimische Zuschauer aufbieten. Neben Argentinien ist Italien das einzige Land der ersten Stärkeklasse, das bisher noch kein Spiel während einer Weltmeisterschaft ausgerichtet hat. Bewerbungen der FIR um die Weltmeisterschaften 2015 und 2019 blieben erfolglos.

## Test Matches

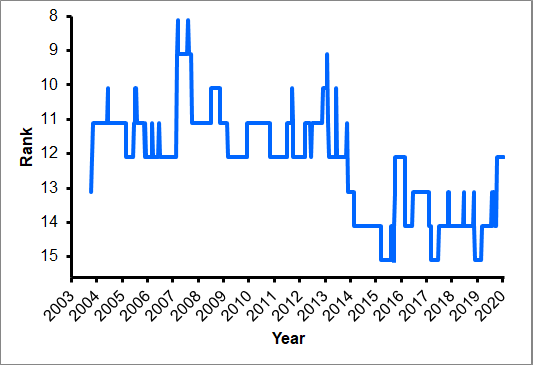
Italiens Position in der World-Rugby-Weltrangliste seit dem 10. Oktober 2003

Italien hat 199 seiner bisher 509 Test Matches gewonnen, was einer Gewinnquote von 38,98 % entspricht. Die Statistik der Test Matches Italiens gegen alle Nationen, alphabetisch geordnet, ist wie folgt (Stand: 12. August 2025):
| Land               | Spiele | Gewonnen | Unent- schieden | Verloren | % Siege |
| ------------------ | ------ | -------- | --------------- | -------- | ------- |
| Argentinien        | 24     | 5        | 1               | 18       | 20,83   |
| Australien         | 19     | 1        | 0               | 18       | 5,26    |
| Belgien            | 2      | 2        | 0               | 0        | 100,00  |
| Bulgarien          | 1      | 1        | 0               | 0        | 100,00  |
| Cookinseln         | 1      | 0        | 0               | 1        | 0,00    |
| Deutschland        | 20     | 15       | 1               | 4        | 75,00   |
| England            | 32     | 0        | 0               | 32       | 0,00    |
| Fidschi            | 13     | 7        | 0               | 6        | 53,85   |
| Frankreich         | 50     | 3        | 1               | 46       | 6,00    |
| Georgien           | 4      | 3        | 0               | 1        | 75,00   |
| Irland             | 38     | 4        | 0               | 34       | 10,53   |
| Japan              | 10     | 8        | 0               | 2        | 80,00   |
| Jugoslawien        | 3      | 3        | 0               | 0        | 100,00  |
| Kanada             | 10     | 8        | 0               | 2        | 80,00   |
| Kroatien           | 1      | 1        | 0               | 0        | 100,00  |
| Madagaskar         | 2      | 2        | 0               | 0        | 100,00  |
| Marokko            | 8      | 6        | 0               | 2        | 75,00   |
| Namibia            | 6      | 4        | 0               | 2        | 66,67   |
| Niederlande        | 4      | 4        | 0               | 0        | 100,00  |
| Neuseeland         | 17     | 0        | 0               | 17       | 0,00    |
| Pacific Islanders  | 1      | 0        | 0               | 1        | 0,00    |
| Polen              | 7      | 6        | 0               | 1        | 85,71   |
| Portugal           | 13     | 11       | 1               | 1        | 84,62   |
| Rumänien           | 44     | 25       | 3               | 16       | 56,82   |
| Russland           | 5      | 5        | 0               | 0        | 100,00  |
| Samoa              | 9      | 3        | 0               | 6        | 33,33   |
| Schottland         | 38     | 9        | 0               | 29       | 23,68   |
| Simbabwe           | 3      | 3        | 0               | 0        | 100,00  |
| Sowjetunion        | 14     | 4        | 1               | 9        | 28,57   |
| Spanien            | 27     | 23       | 1               | 3        | 85,19   |
| Südafrika          | 18     | 1        | 0               | 17       | 5,56    |
| Tschechien         | 1      | 1        | 0               | 0        | 100,00  |
| Tschechoslowakei   | 11     | 9        | 1               | 1        | 81,82   |
| Tonga              | 6      | 4        | 0               | 2        | 66,67   |
| Tunesien           | 3      | 3        | 0               | 0        | 100,00  |
| Uruguay            | 5      | 5        | 0               | 0        | 100,00  |
| Vereinigte Staaten | 5      | 5        | 0               | 0        | 100,00  |
| Wales              | 34     | 5        | 1               | 28       | 14,71   |
| Gesamt             | 509    | 199      | 11              | 299      | 38,98   |

Nicht inbegriffen sind Spiele gegen diverse Auswahlmannschaften im Rahmen der Überseetouren der Amateur-Ära sowie die von der Federazione Italiana Rugby (FIR) nicht offiziell anerkannten Begegnungen mit Nichtmitgliedern, denen lange Zeit nicht der volle Status als Test Matches zugestanden wurde – auch rückwirkend nicht. Die meisten Spiele im Rahmen der Rugby-Union-Europameisterschaften gegen Frankreich gelten nicht als Test Matches, da die Franzosen ihre Spiele mit einer Reservemannschaft absolvierten.

## Erfolge

### Weltmeisterschaften
Italien hat bisher an jeder Weltmeisterschaft teilgenommen, kam jedoch als einzige der Six-Nations-Mannschaften noch nie über die Gruppenphase hinaus. Während in den ersten drei Weltmeisterschaften jeweils nur ein Sieg in der Vorrunde gelang, konnte man während der Weltmeisterschaft 1999 keinen Sieg davontragen. Danach hat sich die Leistung bei konstanten zwei Siegen in der Vorrunde eingependelt. Dies war bisher zwar nicht ausreichend, um sich für das Viertelfinale zu qualifizieren, reicht jedoch aus, um sich als Tabellendritter automatisch für die jeweils folgende Weltmeisterschaft zu qualifizieren.
| Jahr | Resultat        | Spiele          | Siege           | Unent.          | Ndlg.           | +/-             | Punkte          |
| ---- | --------------- | --------------- | --------------- | --------------- | --------------- | --------------- | --------------- |
| 1987 | Vorrunde        | 3               | 1               | 0               | 2               | 40:110          | 2               |
| 1991 | Vorrunde        | 3               | 1               | 0               | 2               | 57:76           | 5               |
| 1995 | Vorrunde        | 3               | 1               | 0               | 2               | 69:94           | 2               |
| 1999 | Vorrunde        | 3               | 0               | 0               | 3               | 35:196          | 3               |
| 2003 | Vorrunde        | 4               | 2               | 0               | 2               | 77:123          | 8               |
| 2007 | Vorrunde        | 4               | 2               | 0               | 2               | 85:117          | 9               |
| 2011 | Vorrunde        | 4               | 2               | 0               | 2               | 92:95           | 10              |
| 2015 | Vorrunde        | 4               | 2               | 0               | 2               | 74:88           | 10              |
| 2019 | Vorrunde        | 4               | 2               | 1               | 1               | 98:78           | 12              |
| 2023 | Vorrunde        | 4               | 2               | 0               | 2               | 114:181         | 10              |
| 2027 | qualifiziert    | qualifiziert    | qualifiziert    | qualifiziert    | qualifiziert    | qualifiziert    | qualifiziert    |
| 2031 | noch ausstehend | noch ausstehend | noch ausstehend | noch ausstehend | noch ausstehend | noch ausstehend | noch ausstehend |

### Europameisterschaften
Die italienische Nationalmannschaft nahm zwischen 1935 und 1997 an Rugby-Europameisterschaften teil und entschied in diesem Zeitraum eine Austragung für sich.
- Europameister: 1997
- 2. Rang: 1937, 1952, 1954, 1966, 1976, 1982, 1983, 1992, 1994
- 3. Rang: 1936, 1967, 1970, 1975, 1977, 1980, 1984, 1985

### Mittelmeerspiele
Bisher fand bei Mittelmeerspielen viermal ein Wettbewerb im Rugby Union statt. Die italienische Nationalmannschaft nahm dabei an allen Turnieren teil und erreichte bei allen vier Austragungen jeweils den zweiten Platz.
- 2. Rang: 1955, 1979, 1983, 1993

### Six Nations

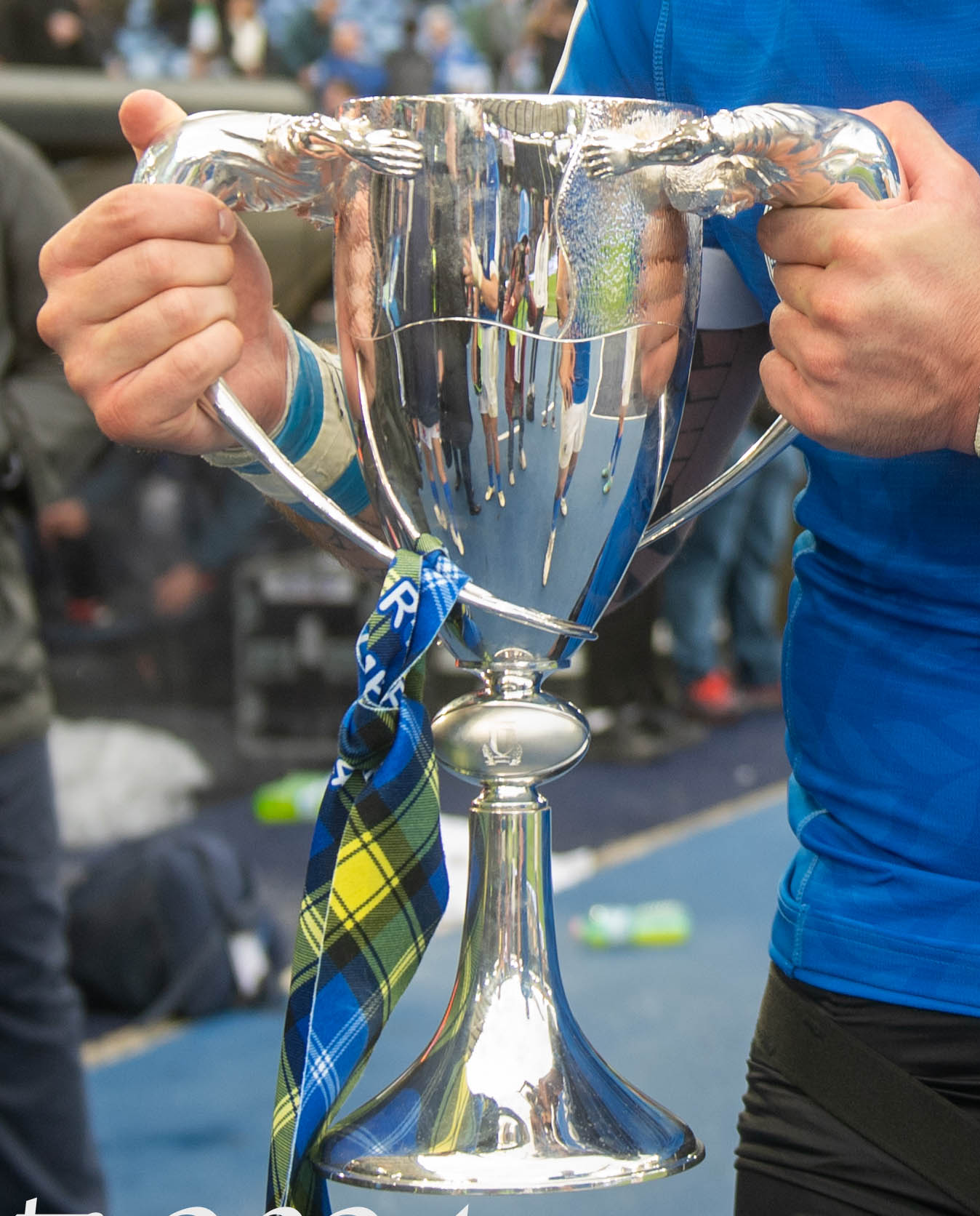
Während den Six Nations spielen Italien und Schottland seit 2022 den Cuttitta Cup aus

Italiens einziges jährliches Turnier sind die Six Nations, wo man gegen fünf andere europäische Mannschaften antritt: England, Frankreich, Irland, Schottland und Wales. Seit 2007 spielt Italien während den Six Nations die Giuseppe-Garibaldi-Trophäe gegen Frankreich aus, die man bisher zweimal, 2011 und 2013, in Empfang nehmen konnte. 2022 kam der Cuttitta Cup gegen Schottland hinzu, die Italien 2024 erstmals gewann.
- erstmalige Teilnahme 2000, noch kein Turniersieg

### Weitere Test Matches
Während der Amateur-Ära tourte Italien zum Teil monatelang ins Ausland, um gegen andere Nationalteams sowie gegen Regionalauswahlen und Vereinsmannschaften anzutreten. Ebenso empfing man in Italien tourende Nationalteams. Die Touren nach alter Tradition kamen um das Jahr 2000 zum Erliegen. Heute stehen für Test Matches gegen Teams der südlichen Hemisphäre jedes Jahr zwei Zeitfenster zur Verfügung. Bei den Mid-year Internationals im Juni reist Italien in die Südhemisphäre, bei den End-of-year Internationals im November empfängt man Mannschaften aus der Südhemisphäre in Italien.

## Spieler

### Aktueller Kader
Die folgenden Spieler bildeten den Kader während der Six Nations 2025:
| Spieler            | Position         | Mannschaft  | Länderspiele |
| ------------------ | ---------------- | ----------- | ------------ |
| Alessandro Garbisi | Gedrängehalb     | Benetton    | 13           |
| Martin Page-Relo   | Gedrängehalb     | Lyon        | 13           |
| Stephen Varney     | Gedrängehalb     | Vannes      | 30           |
| Tommaso Allan      | Verbinder        | Perpignan   | 81           |
| Paolo Garbisi      | Verbinder        | Toulon      | 41           |
| Giulio Bertaccini  | Innendreiviertel | Zebre Parma | 01           |
| Ignacio Brex       | Innendreiviertel | Benetton    | 41           |
| Leonardo Marin     | Innendreiviertel | Benetton    | 13           |
| Tommaso Menoncello | Innendreiviertel | Benetton    | 23           |
| Simone Gesi        | Außendreiviertel | Zebre Parma | 01           |
| Monty Ioane        | Außendreiviertel | Lyon        | 35           |
| Jacopo Trulla      | Außendreiviertel | Zebre Parma | 12           |
| Ange Capuozzo      | Schlussmann      | Toulouse    | 23           |
| Matt Gallagher     | Schlussmann      | Bath        | 02           |

| Spieler               | Position             | Mannschaft    | Länderspiele |
| --------------------- | -------------------- | ------------- | ------------ |
| Tommaso Di Bartolomeo | Hakler               | Zebre Parma   | 0            |
| Gianmarco Lucchesi    | Hakler               | Toulon        | 28           |
| Giacomo Nicotera      | Hakler               | Benetton      | 28           |
| Simone Ferrari        | Pfeiler              | Benetton      | 59           |
| Danilo Fischetti      | Pfeiler              | Zebre Parma   | 47           |
| Muhamed Hasa          | Pfeiler              | Zebre Parma   | 0            |
| Marco Riccioni        | Pfeiler              | Saracens      | 30           |
| Luca Rizzoli          | Pfeiler              | Zebre Parma   | 0            |
| Giosuè Zilocchi       | Pfeiler              | Benetton      | 22           |
| Matteo Canali         | Zweite-Reihe-Stürmer | Zebre Parma   | 01           |
| Niccolò Cannone       | Zweite-Reihe-Stürmer | Benetton      | 47           |
| Riccardo Favretto     | Zweite-Reihe-Stürmer | Benetton      | 04           |
| Dino Lamb             | Zweite-Reihe-Stürmer | Harlequins    | 09           |
| Federico Ruzza        | Zweite-Reihe-Stürmer | Benetton      | 59           |
| Lorenzo Cannone       | Flügelstürmer        | Benetton      | 23           |
| Alessandro Izekor     | Flügelstürmer        | Benetton      | 04           |
| Michele Lamaro        | Flügelstürmer        | Benetton      | 43           |
| Sebastian Negri       | Flügelstürmer        | Benetton      | 58           |
| Ross Vintcent         | Flügelstürmer        | Exeter Chiefs | 09           |
| Manuel Zuliani        | Flügelstürmer        | Benetton      | 27           |

### Bekannte Spieler

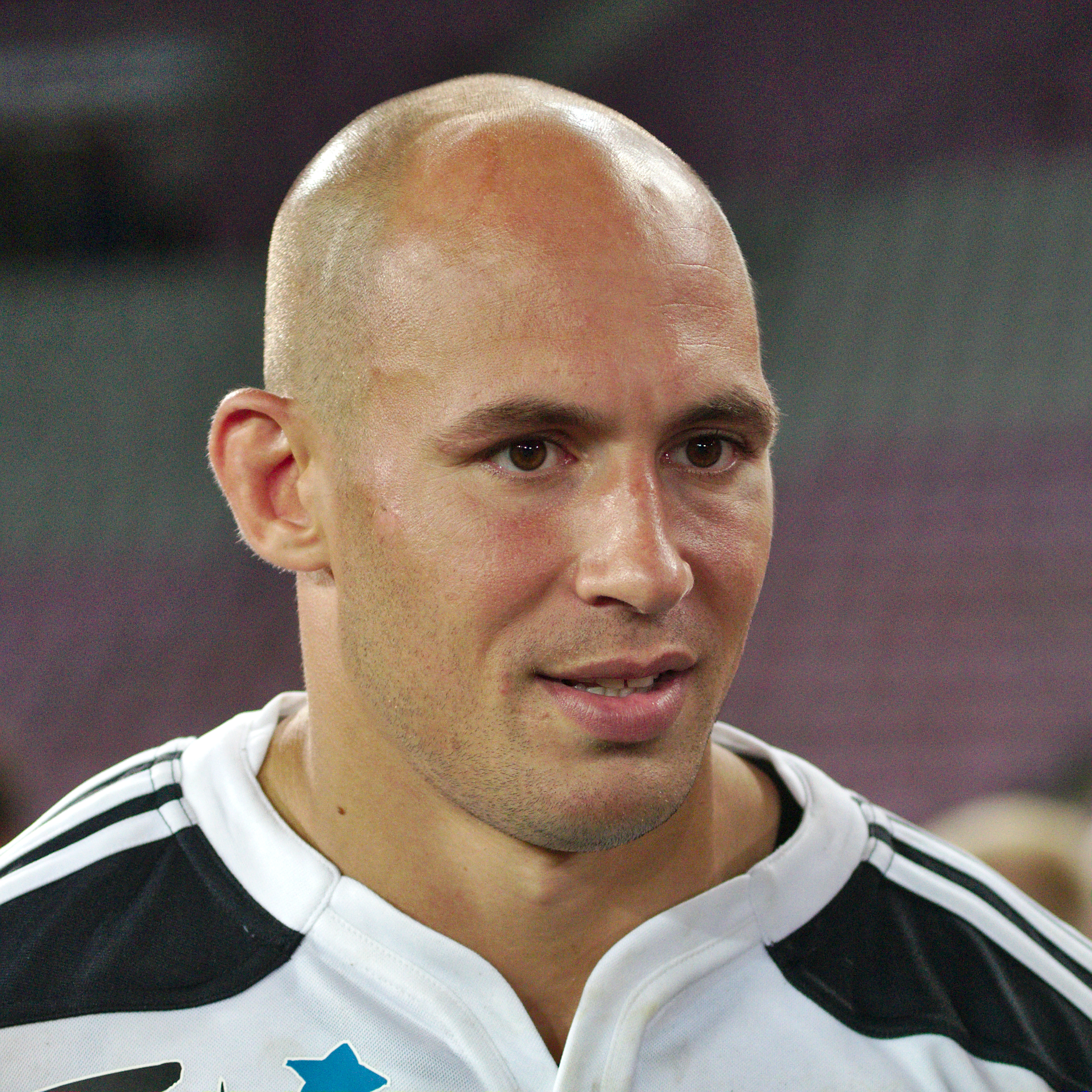
Sergio Parisse (2007)

Ein ehemaliger italienischer Spieler wurde aufgrund seiner herausragenden Leistungen in die World Rugby Hall of Fame aufgenommen:
| Spieler        | Position    | Aufnahme |
| -------------- | ----------- | -------- |
| Sergio Parisse | Nummer Acht | 2024     |

### Spielerstatistiken

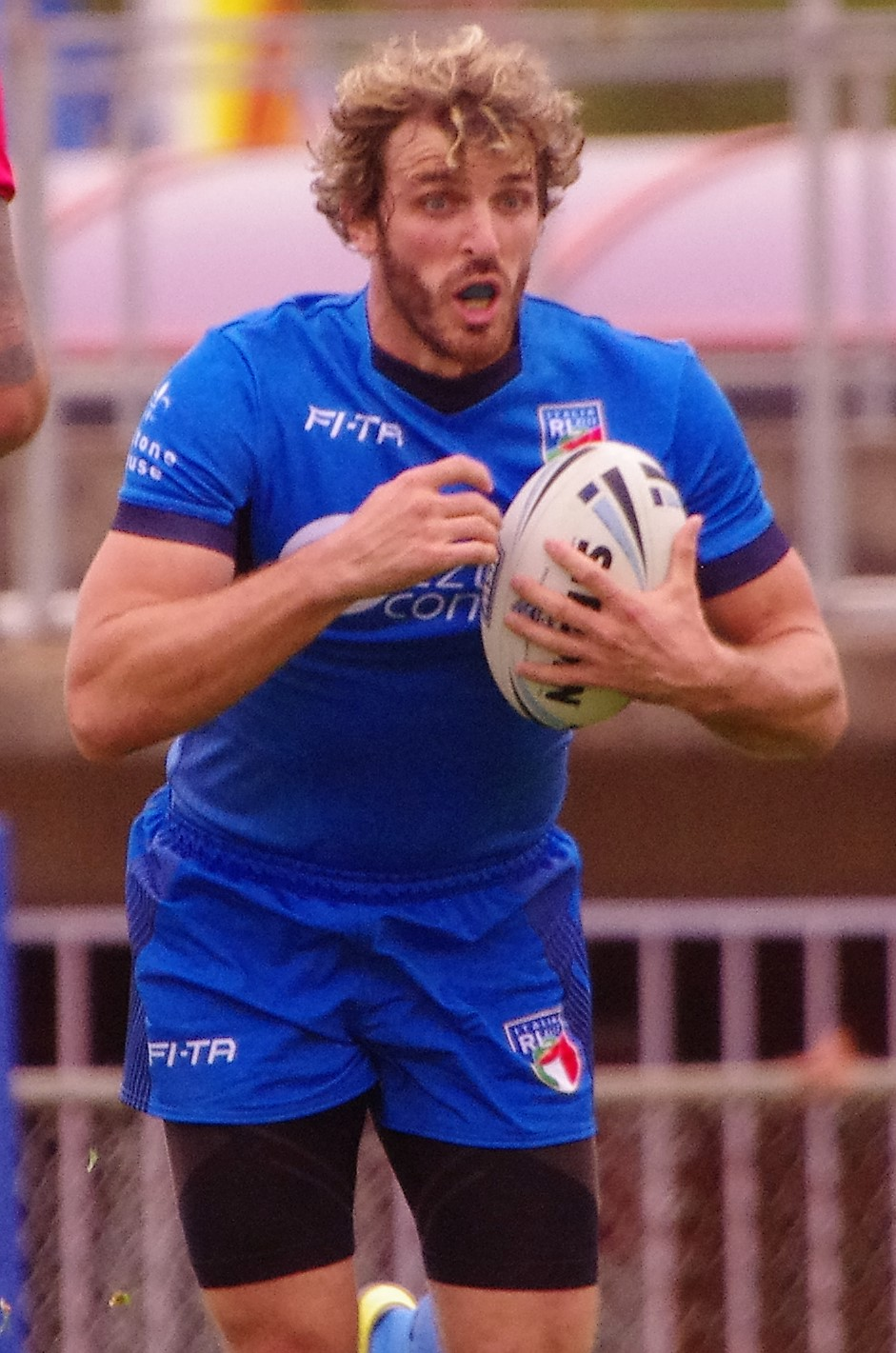
Mirco Bergamasco (2017)

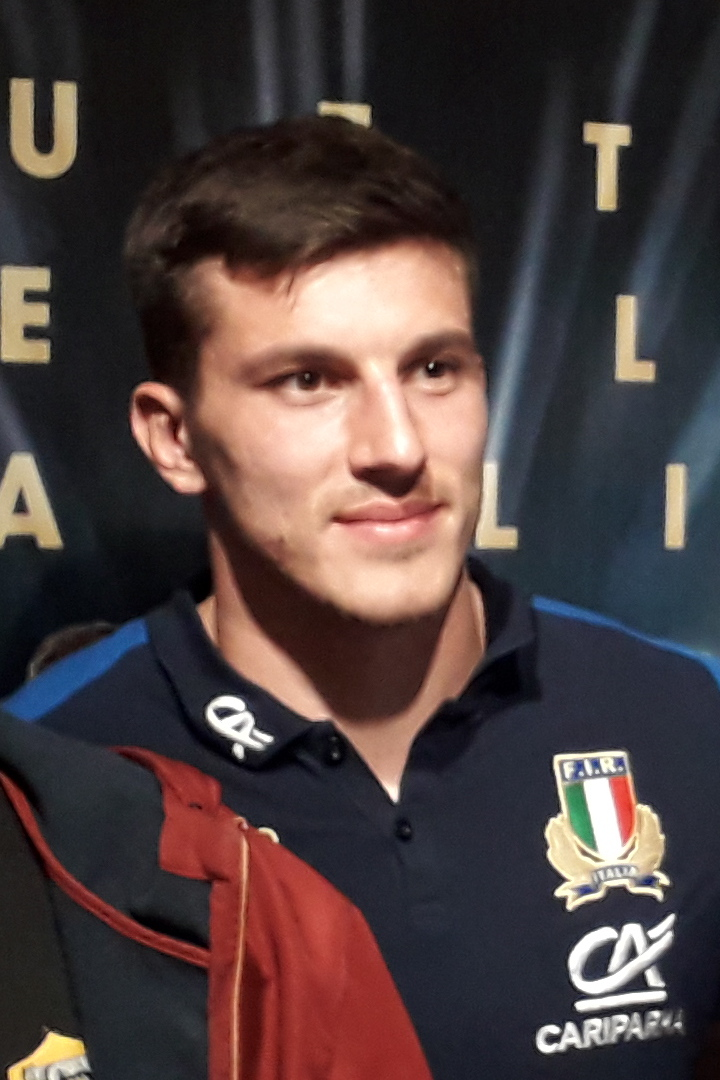
Tommaso Allan (2018)

Nachfolgend sind die wichtigsten Statistiken aufgelistet, die Spieler Italiens betreffen. Die mit * markierten Spieler sind noch aktiv und können sich weiter verbessern.
(Stand: März 2025)
| Rang | Name                           | Zeitraum                       | Spiele                         |
| ---- | ------------------------------ | ------------------------------ | ------------------------------ |
| 01   | Sergio Parisse                 | 2002–2019                      | 142                            |
| 02   | Martin Castrogiovanni          | 2002–2016                      | 119                            |
| 03   | Alessandro Zanni               | 2005–2020                      | 118                            |
| 04   | Marco Bortolami                | 2001–2015                      | 112                            |
| 05   | Leonardo Ghiraldini            | 2006–2020                      | 107                            |
| 06   | Mauro Bergamasco               | 1998–2015                      | 106                            |
| 07   | Andrea Lo Cicero               | 2000–2013                      | 103                            |
| 08   | Alessandro Troncon             | 1994–2007                      | 102                            |
| 09   | Andrea Masi                    | 2000–2015                      | 095                            |
| 10   | Zwei Spieler mit je 89 Spielen | Zwei Spieler mit je 89 Spielen | Zwei Spieler mit je 89 Spielen |

| Rang | Name                | Zeitraum  | Spiele |
| ---- | ------------------- | --------- | ------ |
| 01   | Sergio Parisse      | 2008–2019 | 93     |
| 02   | Marco Bortolami     | 2002–2014 | 39     |
| 03   | Massimo Giovanelli  | 1992–1999 | 38     |
| 04   | Michele Lamaro *    | 2020–2025 | 38     |
| 05   | Marco Bollesan      | 1968–1975 | 37     |
| 06   | Massimo Cuttitta    | 1993–1999 | 22     |
| 07   | Alessandro Troncon  | 2000–2007 | 21     |
| 08   | Marzio Innocenti    | 1985–1988 | 20     |
| 09   | Alessandro Moscardi | 2000–2002 | 19     |
| 10   | Ambrogio Bona       | 1978–1981 | 18     |

| Rang | Name               | Zeitraum  | Punkte |
| ---- | ------------------ | --------- | ------ |
| 01   | Diego Domínguez    | 1991–2003 | 983    |
| 02   | Tommaso Allan *    | 2013–2025 | 554    |
| 03   | Stefano Bettarello | 1979–1988 | 483    |
| 04   | Luigi Troiani      | 1985–1995 | 294    |
| 05   | Ramiro Pez         | 2000–2007 | 260    |
| 06   | Mirco Bergamasco   | 2002–2012 | 256    |
| 07   | Paolo Garbisi *    | 2020–2025 | 241    |
| 08   | Luciano Orquera    | 2004–2015 | 154    |
| 09   | David Bortolussi   | 2006–2008 | 153    |
| 10   | Carlo Canna        | 2015–2021 | 152    |

| Rang | Name                           | Zeitraum                       | Versuche                       |
| ---- | ------------------------------ | ------------------------------ | ------------------------------ |
| 01   | Marcello Cuttitta              | 1987–1999                      | 26                             |
| 02   | Paolo Vaccari                  | 1991–2003                      | 23                             |
| 03   | Carlo Checchinato              | 1990–2004                      | 21                             |
| 04   | Manrico Marchetto              | 1972–1981                      | 21                             |
| 05   | Alessandro Troncon             | 1994–2007                      | 19                             |
| 06   | Mirco Bergamasco               | 2002–2012                      | 17                             |
| 07   | Serafino Ghizzoni              | 1977–1987                      | 17                             |
| 08   | Massimo Mascioletti            | 1977–1990                      | 17                             |
| 09   | Drei Spieler mit je 16 Punkten | Drei Spieler mit je 16 Punkten | Drei Spieler mit je 16 Punkten |

## Trainer

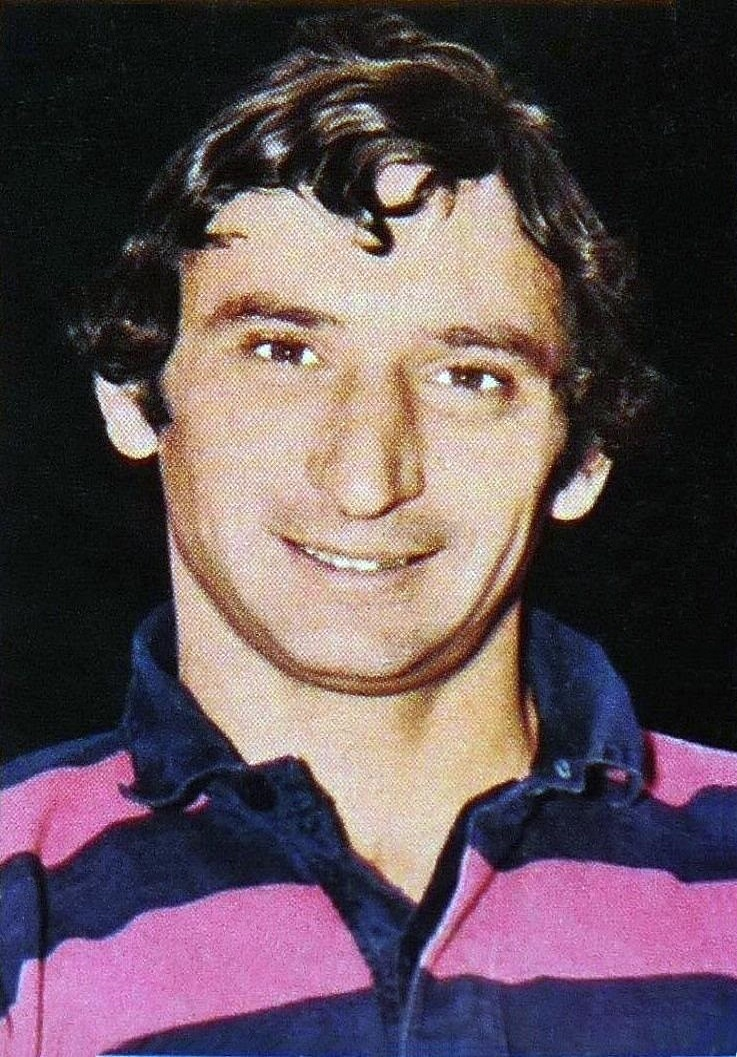
Pierre Villepreux (1971)

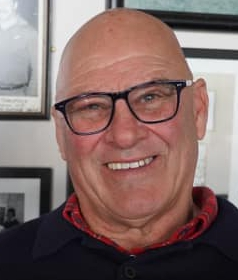
Brad Johnstone (2020)

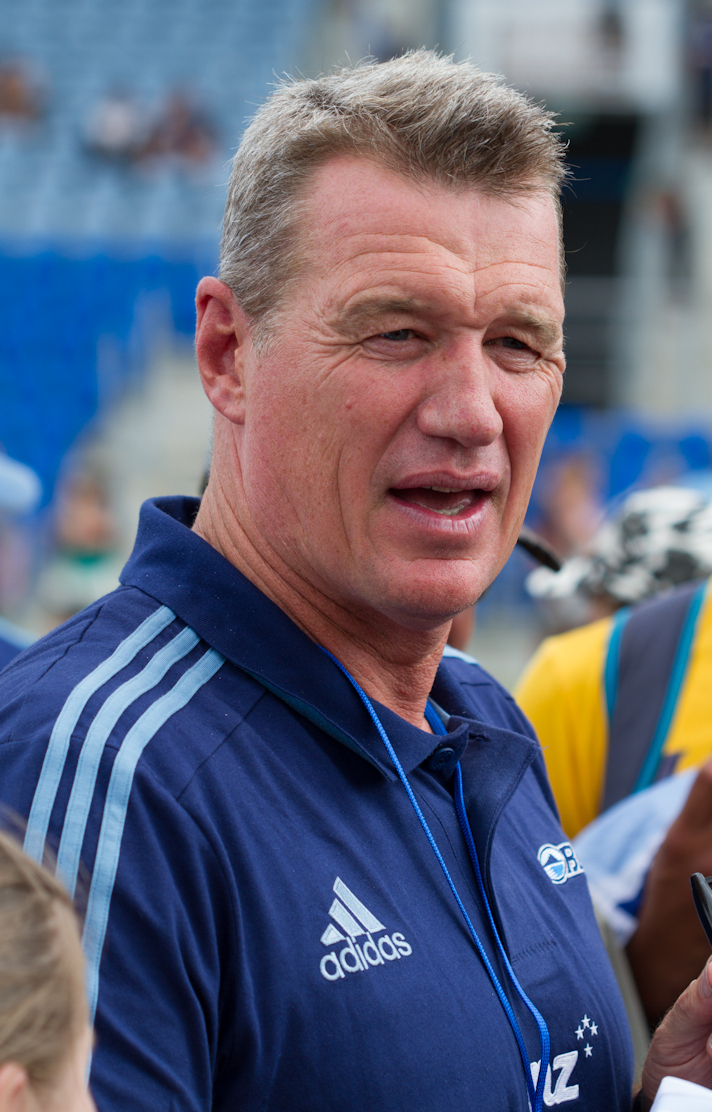
John Kirwan (2013)

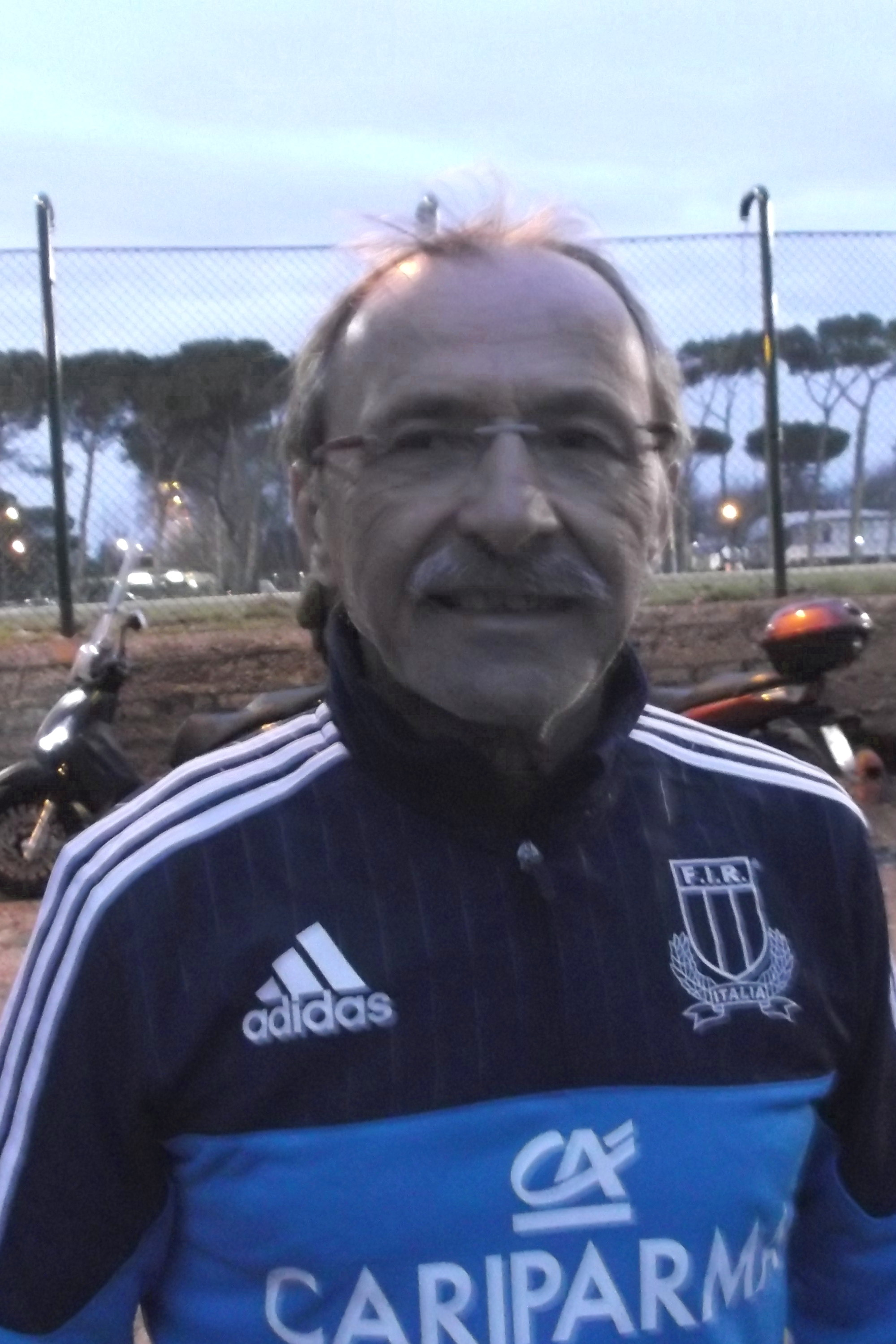
Jacques Brunel (2016)

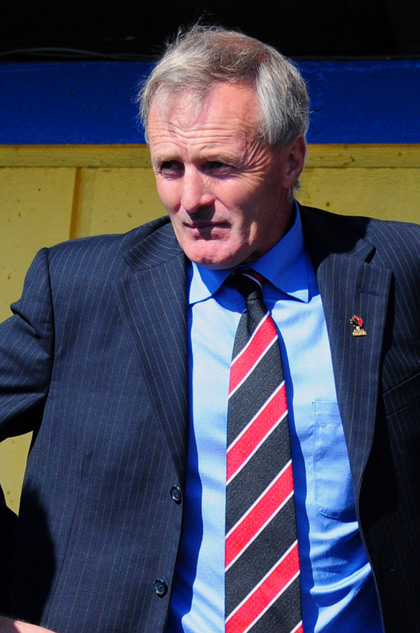
Kieran Crowley (2009)

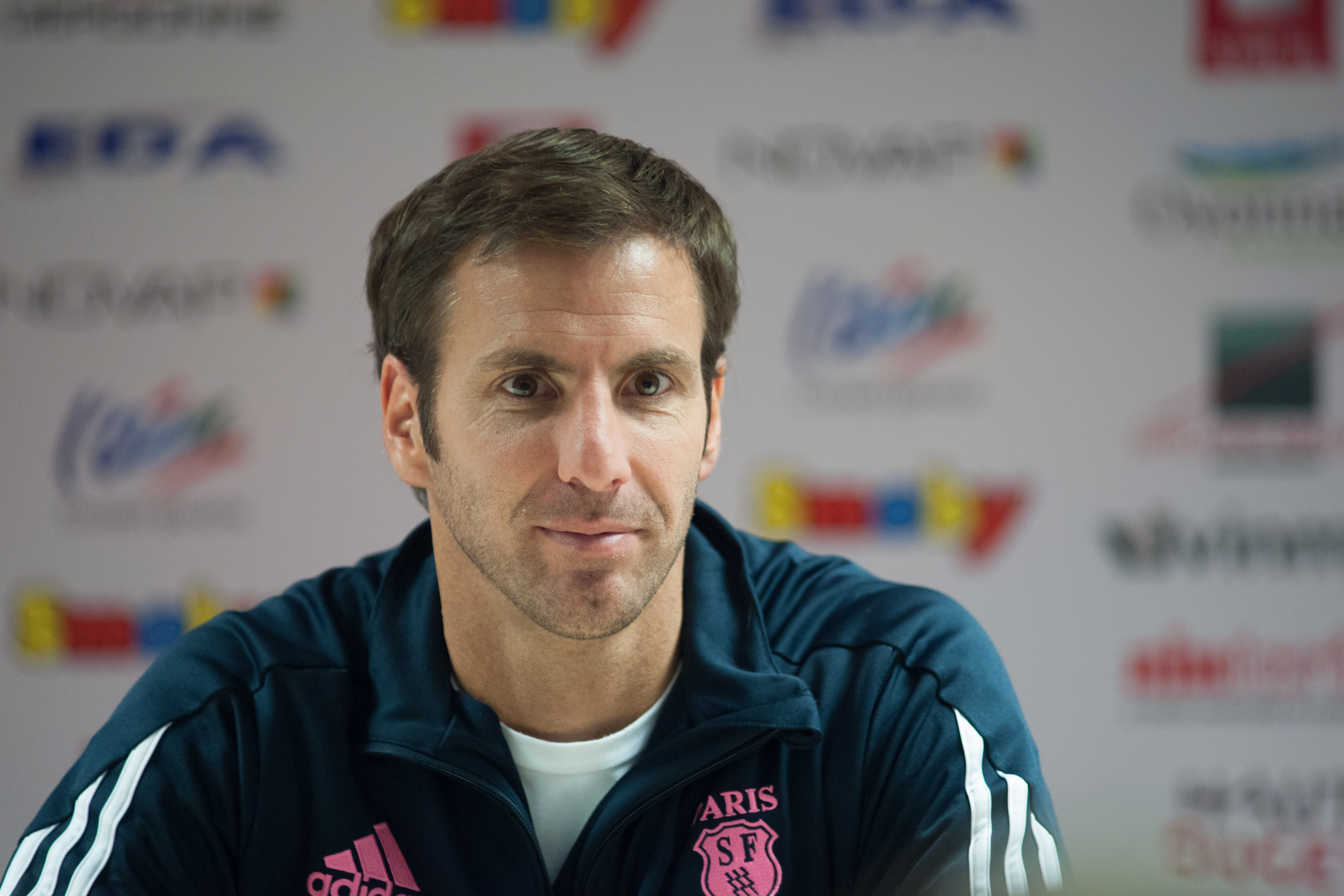
Gonzalo Quesada (2014)

Italien ernannte 1929 erstmals einen Nationaltrainer. Aktuell ist Gonzalo Quesada italienischer Nationaltrainer, nachdem er 2024 angestellt wurde.
| Name                                                    | Jahre     | Siege in % |
| ------------------------------------------------------- | --------- | ---------- |
| Arnaldo Cortese John Thomas                             | 1929–     | 0          |
| Arturo Cameroni Luigi Bricchi                           | 1930–     | 100        |
| Luigi Bricchi                                           | 1932–1934 | 75         |
| Luigi Bricchi Julien Saby                               | 1934–1935 | 100        |
| Julien Saby                                             | 1935–1936 | 0          |
| Luigi Bricchi Michel Boucheron                          | 1936      | 50         |
| Luigi Bricchi Julien Saby                               | 1937      | 40         |
| Luigi Bricchi                                           | 1938      | 0          |
| Luigi Bricchi Giuseppe Sessa                            | 1938–1940 | 50         |
| Romano Bonifazi                                         | 1940–1941 | 50         |
| Luigi Bricchi Franco Chiaserotti                        | 1941–1942 | –          |
| Luigi Bricchi Franco Chiaserotti                        | 1942      | 100        |
| Tommaso Fattori                                         | 1947–1949 | 50         |
| Giorgio Briasco Antonio Radicini                        | 1949–1950 | 0          |
| Romano Bonifazi                                         | 1950      | –          |
| Francesco Vinci                                         | 1950      | –          |
| Renzo Maffioli                                          | 1950–1951 | –          |
| Renzo Maffioli Julien Saby                              | 1951–1954 | 66,7       |
| Piermarcello Farinelli Aldo Invernici Umberto Silvestri | 1954–1956 | 62,5       |
| Giulio Fereoli Aldo Invernici Umberto Silvestri         | 1956–1957 | 50         |
| Sergio Barilari Aldo Invernici Umberto Silvestri        | 1957–1958 | 0          |
| Sergio Barilari Mario Battaglini Aldo Invernici         | 1958–1960 | 50         |
| Sergio Barilari Romano Bonifazi                         | 1960–1962 | 50         |
| Aldo Invernici                                          | 1962–1965 | 28,5       |
| Sergio Barilari Mario Martone                           | 1965–1967 | 42,8       |
| Aldo Invernici                                          | 1967–1970 | 87,5       |
| Giordano Campice                                        | 1970      | 100        |
| Sergio Barilari                                         | 1970–1971 | 0          |
| Guglielmo Geremia                                       | 1971      | 0          |
| Aldo Invernici                                          | 1971–1972 | –          |
| Umberto Levorato                                        | 1972      | 25         |
| Gianni Villa                                            | 1972–1975 | 30         |
| Roy Bish                                                | 1975–1977 | 53,3       |
| Isidoro Quaglio                                         | 1977      | 50         |
| Gwyn Evans                                              | 1977–1978 | 20         |
| Pierre Villepreux                                       | 1978–1981 | 41,6       |
| Paolo Paladini Marco Pulli                              | 1981–1985 | 57,1       |
| Marco Bollesan                                          | 1985–1988 | 36,8       |
| Loreto Cucchiarelli                                     | 1988–1989 | 14,3       |
| Loreto Cucchiarelli Bertrand Fourcade                   | 1989      | 50         |
| Bertrand Fourcade                                       | 1990–1993 | 59,3       |
| Georges Coste                                           | 1993–1999 | 39,6       |
| Massimo Mascioletti                                     | 1999      | 40         |
| Brad Johnstone                                          | 1999–2002 | 18,5       |
| John Kirwan                                             | 2002–2005 | 31,3       |
| Pierre Berbizier                                        | 2005–2007 | 40         |
| Nick Mallett                                            | 2007–2011 | 21,4       |
| Jacques Brunel                                          | 2011–2016 | 22,0       |
| Conor O’Shea                                            | 2016–2019 | 23,1       |
| Franco Smith                                            | 2019–2021 | 0          |
| Kieran Crowley                                          | 2021–2023 | 31,50      |
| Gonzalo Quesada                                         | seit 2024 | 37,50      |